# Condado de Buendía
El condado de Buendía es un título nobiliario español de carácter hereditario con origen en la corona de Castilla. Fue creado por el infante don Alfonso el 9 de junio de 1465, tan solo cuatro días después de haber sido proclamado rey de Castilla por la liga de nobles desafectos a su hermanastro Enrique IV en la llamada «Farsa de Ávila». Se trata del único título nobiliario proveído por el infante durante su efímero reinado (1465-1468), en un contexto de dualidad monárquica. En este sentido, con su concesión, pretendía demostrar su legitimidad, pues solo el monarca podía otorgar privilegios y mercedes.
El título fue concedido gracias a la intermediación del arzobispo de Toledo Alfonso Carrillo de Acuña, a favor de su hermano Pedro Vázquez de Acuña y Albornoz, señor de Buendía (Cuenca) y Dueñas (Palencia), quien había ostentado los cargos palatinos de Oficial del Cuchillo y Guarda Mayor durante los reinados de Juan II y Enrique IV. Ambas figuras pertenecían, por tanto, al linaje de los Acuña, estirpe de origen portugués que se había asentado en la Castilla de Enrique III en 1397, tras la crisis dinástica que se produjo en Portugal. 
La localidad de Buendía, primera posesión de los Acuña en Castilla, se encuentra en la Alcarria conquense, mientras que la localidad de Dueñas, cabeza de los estados señoriales de esta familia, se ubica en el Cerrato palentino. Los Acuña convirtieron esta histórica villa en su lugar habitual de residencia debido a su posición estratégica, ubicada en pleno camino real de Burgos o de Francia, que unía Valladolid con el norte peninsular y con el resto de reinos peninsulares, así como con el resto de Europa a través de Irún. 
La trayectoria de este linaje en los siglos XV y XVI les convirtió en una de las casas aristocráticas más influyentes de la Monarquía Hispánica, estrechamente vinculados, incluso por lazos sanguíneos, con los Reyes Católicos y los primeros Austrias. Sin embargo, en 1592, se produjo la extinción de la rama agnaticia del linaje Acuña, por lo que el título acabó integrándose dentro de otros títulos y, en el siglo XVII, debido a diversas alianzas matrimoniales, el título acabó recayendo en la casa ducal de Medinaceli, que actualmente mantiene el título.

## Historia del condado

### Origen mítico del linaje y de su escudo de armas

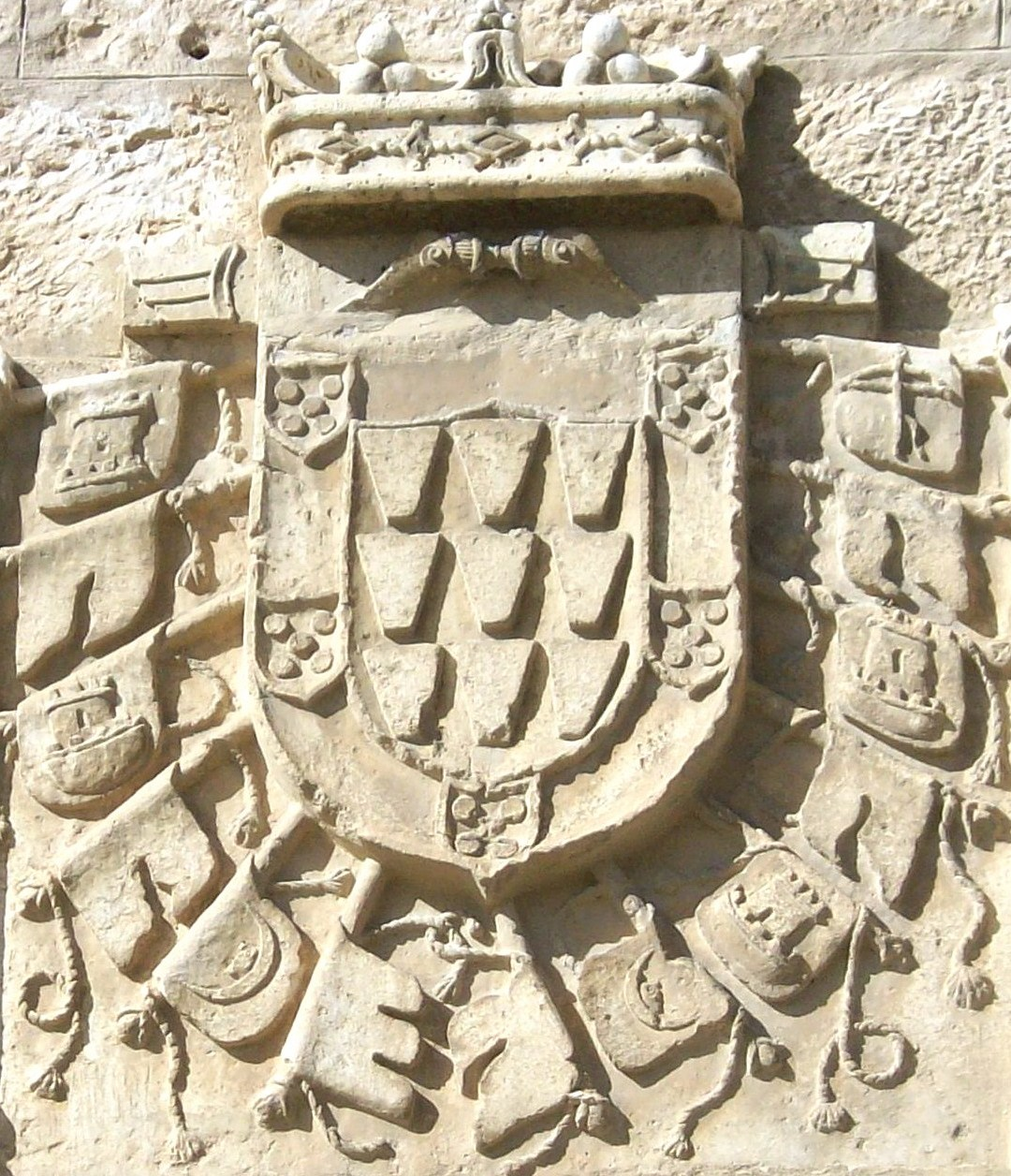
Escudo de los condes de Buendía, que se encuentra tallado en piedra sobre la puerta del antiguo Hospital de Santiago Apóstol en Dueñas (Palencia)

El linaje Acuña castellano descendería de los Cunha portugueses, a quienes genealogistas como Salazar y Castro o Béthencourt entroncan con los reyes asturleoneses a través de un hijo natural de Fruela II, el infante Aznar Fruela,  reivindicando así una ascendencia goda. Sin embargo, no consta en la documentación medieval que el rey Fruela tuviera un hijo llamado Aznar y se enmarcaría, por tanto, dentro de las estrategias desarrolladas por los linajes nobiliarios para construir genealogías de origen mítico con el fin de ensalzar su prosapia y abolengo, convirtiéndose los reyes godos o asturleoneses en uno de los principales grupos reivindicados por las estirpes castellanas como sus más destacados antecesores.
Y, así, el primer miembro documentado de este linaje es Gutierre Peláez, quien vivió a finales del siglo XI durante los reinados de Fernando I y Alfonso VI. Pese a ello, su filiación no está documentada y otros autores han propuesto un origen foráneo -gascón o gallego-, bien como caballero del séquito que llegó a Castilla acompañando a Enrique de Borgoña, o bien entroncándoles con la poderosa casa de Traba, sin prueba documental alguna. Como hemos visto, fue Salazar y Castro quien lo consideró hijo de Pelayo Peláez, hijo a su vez del conde Pelayo Froilaz el Diácono, quien supuestamente -siempre según Salazar y Castro- descendería del rey Fruela II, aunque dicha filiación no está constatada documentalmente. De hecho, la genealogía de estos linajes ha sido estudiada posteriormente por la historiadora Margarita Torre, desmintiendo la ascendencia goda propuesta por Salazar y Castro, aunque pertenecerían, sin duda, a la más alta nobleza asturleonesa, en muchos casos emparentada con la propia casa real.
En cualquier caso, Gutierre Peláez habría heredado de su familia importantes posesiones entre el Duero y el Miño como señores de la casa, quinta y torre de Silva (freguesia de Valença) y, por tanto, estuvieron presentes desde un primer momento, en la conformación del condado portucalense primero y del reino portugués posteriormente. Gutierre Peláez habría participado en el sitio y conquista de Coímbra en 1064 junto a Fernando I, ostentando el cargo de adelantado mayor de Portugal durante el reinado de Alfonso VI. Contrajo matrimonio con María Pérez, perteneciente a la casa de Ambía, cuyo solar estaba en la tierra de Limia, una de las más antiguas e ilustres de Galicia, siendo enterrado en el Real Monasterio de Santa María de Oya (Pontevedra) de la orden del Císter. 

Por lo que respecta a su hijo, Paio Guterres (Pelayo Gutiérrez), pasó con Enrique de Borgoña y su esposa, la infanta Teresa de León, al territorio concedido a la joven pareja por su padre Alfonso VI en 1095, conocido como condado portucalense, región donde precisamente se encontraban las principales posesiones del linaje. Participó activamente también en su consolidación como reino independiente apoyando al hijo de estos, Alfonso I Enríquez, en la Batalla de Ourique en 1139 y en la reconquista fomentada por el primer rey independiente de Portugal como, por ejemplo, en la toma de Leiría en 1135, siendo nombrado alcaide de dicha plaza, hasta que fue recuperada en 1140 por los musulmanes, asedio en el que Paio fue herido y hecho prisionero, falleciendo poco después. Asimismo, fundó cinco grandes monasterios, dos benedictinos (San Martín de Cucujaens y San Martín de Tibães) y tres agustinos (San Simón de Junqueira, San Salvador de Souto y San Esteban de Villela).

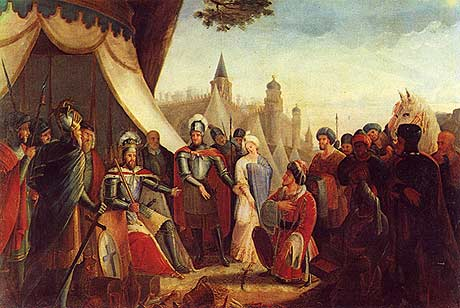
Sitio de Lisboa (1147), en el que participó Fernao Pais, I señor de Cunha-Alta, recibiendo la merced de Alfonso I Enríquez de poder usar las nueve cuñas como blasón familiar

Contrajo matrimonio en tres ocasiones (con Sancha Anaez de Montor, Usenda Hermíguez Alboazar y Urraca Rabálaez), siendo el primogénito de su segundo matrimonio, Fernâo Pais (Fernando Peláez), quien participó junto con Alfonso I Enríquez en la toma de Lisboa de 1147 (identificado erróneamente por algunos autores con su padre Paio Guterres). Y, así, gracias a los valiosos servicios prestados, fue recompensado por Alfonso I con la concesión de los señoríos de Tábua, en Coímbra, y de Cunha-Alta, en Viseu, a tres kilómetros de la sierra de la Estrella. De su señorío de Cunha-Alta tomaron, por tanto, su apellido, ya que en el siglo XII decayó en la península ibérica el uso de los patronímicos (apellido formado por el nombre de los padres) y se empezó a utilizar el nombre de las posesiones familiares o de los lugares de origen (toponímicos).
Es también en esta centuria cuando se empezó a extender la utilización de los escudos heráldicos o blasones familiares para la identificación de estos linajes nobiliarios como un mecanismo más para la representación de su poder con un fin propagandístico y legitimador. Y, así, los genealogistas describen el blasón de los Cunha de la siguiente forma: 

«En campo de oro, nueve cuñas de azur, colocadas de tres en tres, y bordura de plata con cinco escudetes de azur cargado cada uno de cinco besantes de plata puestos en sotuer».

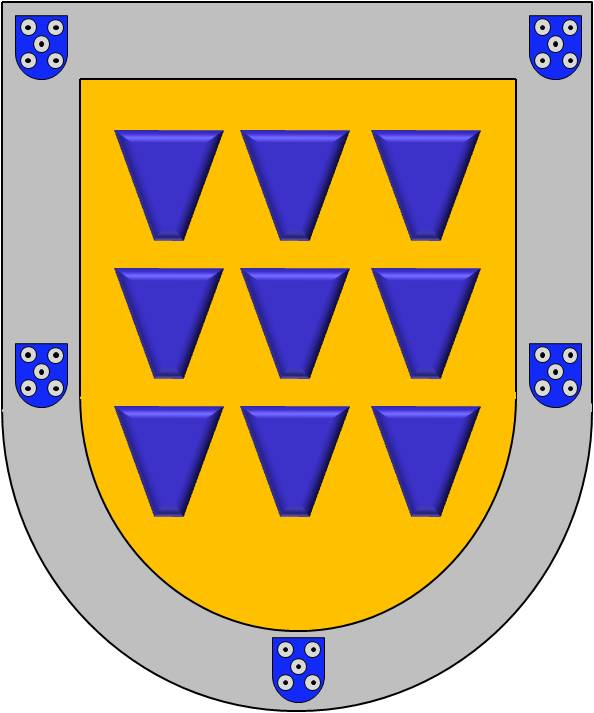
Escudo heráldico del condado de Buendía

En este sentido, las nueve cuñas presentes en este escudo harían referencia a su apellido y, por tanto, al solar de origen del linaje, su señorío de Cunha-Alta. Algo que no se suele tener en cuenta es que las cuñas son romas, es decir triángulos con la punta inferior cortada. En cuanto a «los escudetes con cinco besantes» harían referencia a su origen portugués, pues están presentes también en el escudo de este reino en referencia a las cinco llagas de la Pasión de Cristo. Pese a ello, con la mitificación de los elementos simbólicos del linaje, los genealogistas relatan como la utilización de las nueve cuñas habría sido una concesión regia de Alfonso I Enríquez a Fernâo Pais da Cunha por su actuación en la toma de Lisboa en 1147. Y así, tal y como narra Julio de Atienza y Navajas, II barón de Cobos de Belchite, en su Nobiliario español (1948): 

«Estando sitiados los moros en la ciudad, [...] para evitar que saliese ninguno de los sitiados y que tampoco pudiesen recibir refuerzos, cerró con cuñas de hierro los pasos por donde podían entrar o salir personas por lo que don Alonso I de Portugal le concedió usar, como armas, nueve cuñas en campo de oro».

En realidad, lo más probable es que la hazaña consistiera en que hombres de los Cunha gatearían por la muralla introduciendo cuñas de hierro en los huecos y grietas existentes en la misma, facilitando la invasión, como así se cita por otros autores. Finalmente, en el siglo XV, se añadirían al escudo trece banderas ganadas a los moros de Baza y Guadix por Lope Vázquez de Acuña, II conde de Buendía, en la batalla de Quesada (1469). 

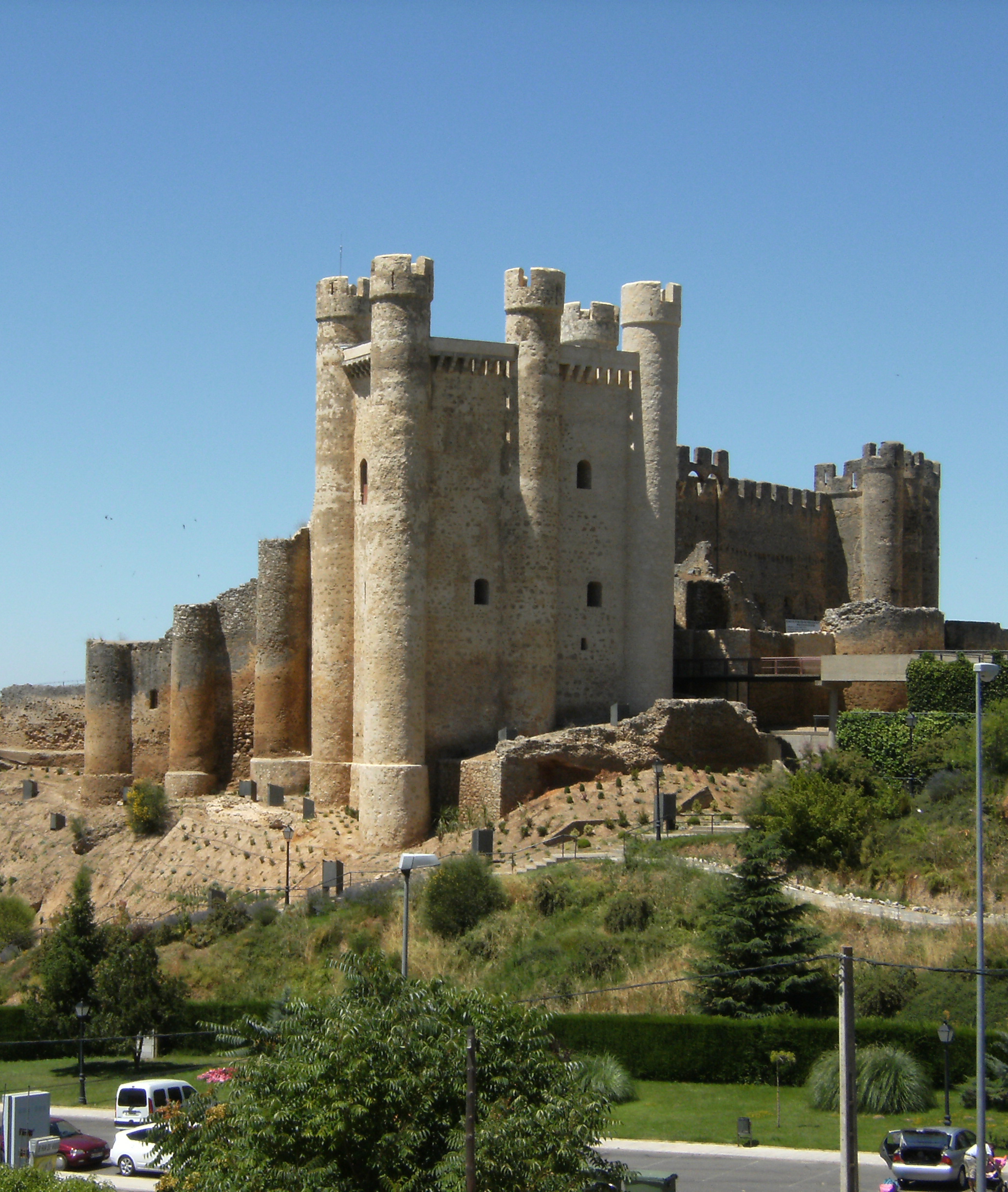
Los descendientes de Martín Vázquez de Acuña se convirtieron en condes de Valencia de don Juan (León). Asimismo, de los hijos de su primer matrimonio descienden algunas de las casas aristocráticas castellanas más importantes de la Edad Moderna, como los marqueses de Villena y los duques de Osuna y condes de Urueña

El primero en usar el apellido Cunha, por tanto, fue este Fernâo Pais, I señor de Cunha, mientras que el escudo de armas fue diseñado por su hijo, Lourenço Fernandes da Cunha (1180-c.1228), casado con Sancha Lorenzo de Maceyra el 24 de octubre de 1198. Las posesiones del linaje se dividieron entre los hijos de este matrimonio: Gómez Lourenço da Cunha heredó Cunha y Joao Lourenço da Cunha heredó Tábua, sobre la que creó hacia 1260 un mayorazgo, convirtiéndose en una de las fundaciones vinculares más antiguas de la Península. Sin embargo, al morir ambos sin herederos, ambas villas pasaron a su hermano Vasco Lourenço da Cunha, quien sigue la línea como señor de Mordago, Cunha y Tábua, contrayendo matrimonio con Teresa Pires Portes, padres de Martim Vasques da Cunha. 
La rama portuguesa ha sido estudiada por autores como Felgueiras Gaio o Sotto Mayor y Pizarro, siendo heredado el mayorazgo sucesivamente por Martim Vasques da Cunha (1235-1305), Vasco Martins da Cunha (1260-1325) y Martim Vasques da Cunha, hasta llegar a Vasco Martins de Cunha (1325-1407), VIII señor de Tábua. Durante la crisis dinástica de 1383-1385, Vasco Martins se convirtió en el jefe de la facción legitimista-nacionalista, siendo padre, junto a Beatriz Suárez de Albergaría, de Martín y Lope Vázquez de Acuña, germen de los Acuña castellanos.
Al llegar a Castilla, los hermanos Vasques da Cunha: Martim, Lope y Gil, cambiaron sus nombres y los castellanizaron haciéndose llamar Martín y Lope Vázquez de Acuña, mientras que Gil retornó a Portugal en 1402, gracias a la firma de una tregua entre ambos reinos. Lope usará el escudo de los Cunha ya descrito, por lo que Martín, como I conde de Valencia de Don Juan, creará uno nuevo con esta armería: 

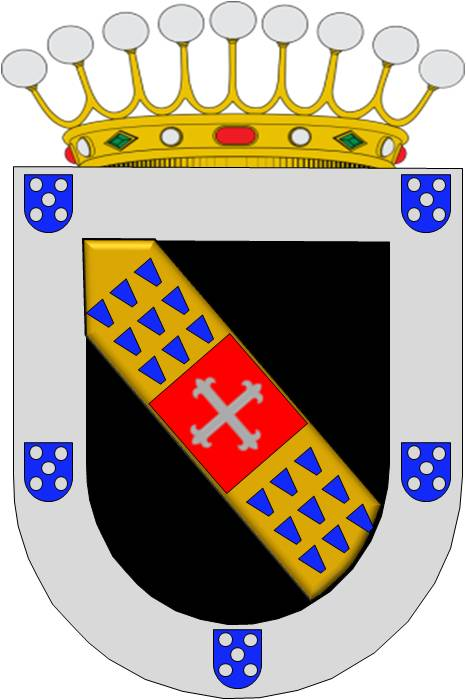
Escudo heráldico del condado de Valencia de Don Juan

«En campo de sable una banda de oro cargada de un escusón de gules con una cruz de plata flordelisada. Sobre el escusón y debajo, dos grupos de nueve cuñas azules puestas de tres en tres. Bordura de plata con cinco escudetes de azur cargados de cinco bezantes de plata puestos en sotuer, que son las armas reales de Portugal».

### Origen portugués y asentamiento en Castilla

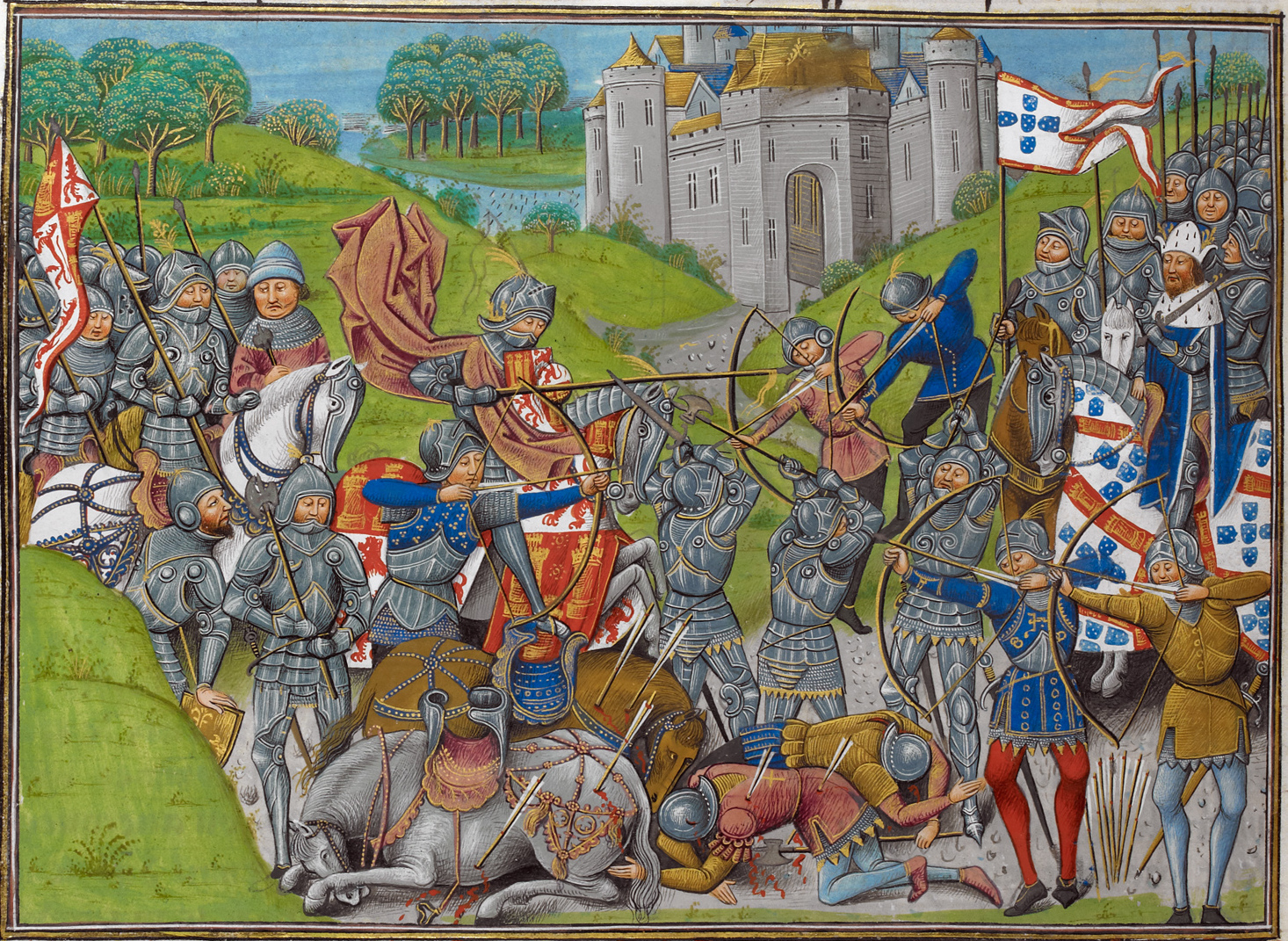
Batalla de Aljubarrota (1385), tras la cual los Acuña se exiliaron en Castilla, donde Lope recibió de Enrique III los señoríos de Buendía (Cuenca) y Azañón (Guadalajara)

La familia Acuña (castellanización del apellido Cunha), por tanto, es un linaje de origen portugués que se asentó en la Castilla de Enrique III en 1397 tras la crisis dinástica que se produjo en Portugal entre 1383 y 1385 debido a la muerte sin heredero varón de Fernando I de Portugal.
Vasco Martínez de Acuña, VIII señor de Cunha-Alta (en Viseu) y Tábua (en Coímbra), se convirtió en el líder de la facción legitimista-nacionalista que apoyó a los infantes Dionisio y Juan de Portugal, hijos de Pedro I de Portugal e Inés de Castro, frente a las pretensiones de su hermanastro Juan de Avis, hijo natural de Pedro I y una dama lisboeta. 
Sin embargo, en las Cortes de Coímbra de abril de 1385 fue proclamado rey Juan I de Avis, al que en un primer momento los Acuña se mantuvieron fieles, participando junto a él en la Batalla de Aljubarrota en agosto de ese mismo año, donde derrotaron a los castellanos poniendo fin a las pretensiones de Juan I de Castilla al trono portugués por su matrimonio con Beatriz, única hija del difunto rey Fernando I. Pese a ello, su enfrentamiento con Nuno Álvares Pereira, conocido como el Santo Condestable, y la política iniciada por Juan de Avís en detrimento de los grandes nobles a través de la ampliación de las tierras y vasallos de realengo, así como la reactivación de la guerra con Castilla entre 1396 y 1399, llevó a algunos de los hijos de Vasco Martínez de Acuña: Martín, Gil y Lope Vázquez de Acuña a abandonar sus posesiones en el reino luso en 1397, asentándose en Castilla,  tal y como nos narra la crónica de López de Ayala:

"Otrosi, en este año [1397] pasaron de Portogal á Castilla Martín Vázquez é sus hermanos, que se decían Lope Vázquez, e Gil Vázquez, con cien lanzas las mejores de Portogal".

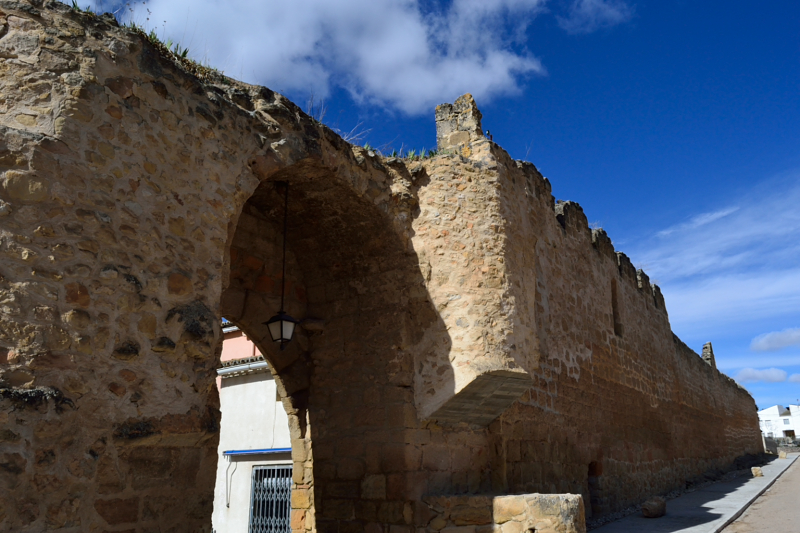
Muralla de Buendía (Cuenca), primera posesión de Lope Vázquez de Acuña en Castilla, otorgada en 1397 por merced de Enrique III en compensación por sus perdidas en el reino luso.

En compensación por la pérdida de todas sus posesiones en el reino luso, ese mismo año, el rey Enrique III de Castilla hizo merced a Martín Vázquez de Acuña del título de I conde de Valencia de don Juan (León), por su matrimonio con María de Portugal, hija del infante Juan de Portugal, I duque de Valencia de Campos, al que los Acuña habían apoyado en la lucha por el trono portugués. Su hijo Pedro de Acuña y Portugal fue el heredero del condado de Valencia de Don Juan, dando lugar a este importante señorío leonés, que estuvo en manos de los Acuña hasta el siglo XVI, cuando pasó, a través de diversos enlaces matrimoniales, a los Manrique de Lara, duques de Nájera. Asimismo, Martín había estado casado en primeras nupcias en Portugal con Teresa Téllez Girón, sobrina y dama de la reina Beatriz de Castilla, con quien pasó a Portugal. De este primer matrimonio descienden también algunas de las casas aristocráticas castellanas más importantes de la Edad Moderna, como los marqueses de Villena y los duques de Osuna y condes de Urueña a través de su hijo Alfonso Téllez Girón. Por lo que respecta a Gil Vázquez de Acuña, Enrique III le concedió los señoríos de Rueda, Mansilla y Castilberrón, también en tierras leonesas, si bien en 1402, gracias a la firma de una tregua entre ambos reinos, retornó a Portugal, donde el rey le devolvió los bienes y tierras que le habían sido confiscados, falleciendo en 1418.
Finalmente, Lope Vázquez de Acuña recibió por merced de Enrique III otorgada en Donjimeno, aldea de Arévalo, el 5 de noviembre de 1397, los señoríos de Buendía (Cuenca) y Azañón (Guadalajara), asentándose en Cuenca, donde pasó a formar parte del concejo de la ciudad, ejerciendo los cargos de alcalde (1417), fiel caballero de la sierra (1422) y almotacén (1443). 
Para fortalecer su posición en Castilla, Lope contrajo matrimonio con Teresa Carrillo de Albornoz, perteneciente a esta importante familia conquense, patrones de la capilla de los Caballeros de la catedral de Cuenca. Hija de Gómez Carrillo y Castañeda, señor de Paredes (Cuenca) y Ocentejo (Guadalajara), alcalde mayor de los Hijosdalgo de Castilla, ayo del futuro rey Juan II de Castilla, alcalde mayor y Entregador de Mestas y Cañadas, y de su mujer Urraca Álvarez de Albornoz, señora de Portilla (Cuenca), Valdejudíos (Cuenca) y Navahermosa (Toledo), su hermano fue el arzobispo de Sigüenza y Cardenal de San Eustaquio Alonso Carrillo de Albornoz. A pesar de ello, la trayectoria del linaje en territorio conquense se caracterizó por la lucha con los Mendoza, señores de Cañete (posteriormente elevado a marquesado), confrontación que supuso un gran perjuicio para su patrimonio. De este matrimonio nacieron cinco hijos:
- Pedro Vázquez de Acuña y Albornoz, II señor de Buendía y I señor de Dueñas (1439), recibiendo el título condal sobre Buendía en 1465.
- Gómez Carrillo de Acuña, señor de Jadraque, cuyos descendientes serán marqueses de Caracena, condes de Pinto y marqueses de Castrofuerte.
- Alfonso Carrillo de Acuña, arzobispo de Toledo.
- Lope Vázquez de Acuña y Carrillo de Albornoz, señor de Azañón y I duque de Huete de forma temporal.
- Leonor de Acuña, casada con el futuro conde de Cifuentes, Juan de Silva y Meneses, aunque fallece antes de que este reciba dicho título de manos de Enrique IV en 1456.

Aunque hoy en día no se conservan sus sepulcros, tras el fallecimiento de Lope en 1447, fue enterrado junto a su mujer en la capilla de Santa Catalina, junto al coro, en la iglesia de Santa María de la Asunción de Buendía.

### La obtención del título condal y la creación del mayorazgo

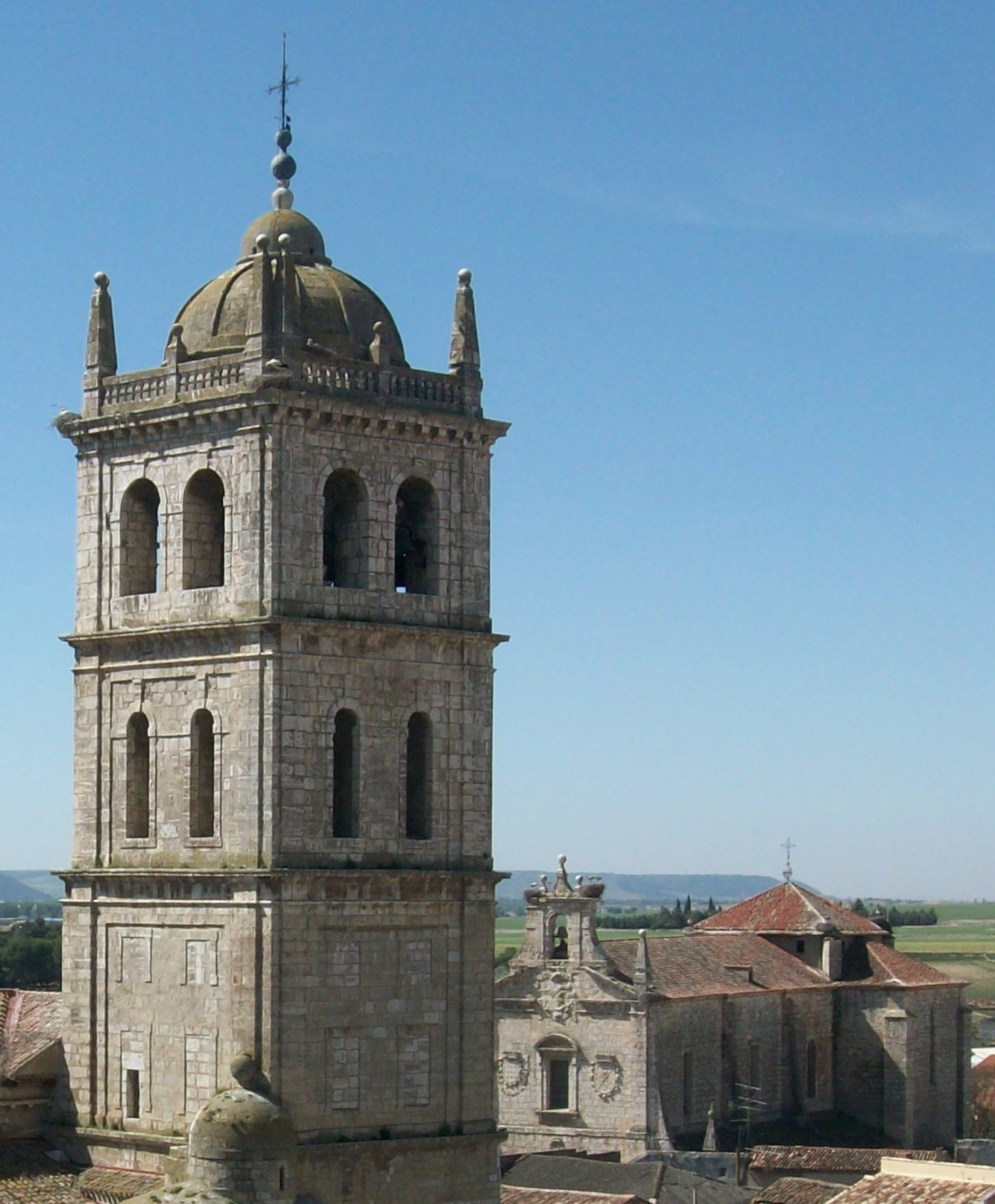
Torre de Santa María e iglesia de San Agustín de Dueñas, localidad palentina cuyo señorío recibió Pedro de Acuña por merced de Juan II en 1439, estableciendo desde entonces en ella la cabeza de sus estados señoriales

El primogénito Pedro Vázquez de Acuña y Albornoz heredó el mayorazgo de Buendía a la muerte de su padre en 1447, y ejerció un importante papel en los reinados de Juan II, Enrique IV e Isabel I. Ostentó decisivos cargos cortesanos como Oficial del Cuchillo o Guarda Mayor del rey, aunque destaca sobre todo el cargo de Alcalde Entregador de Mestas y Cañadas, el cual consiguieron patrimonializar tras la renuncia de Gómez Carrillo en 1454, controlando así, el poderoso Concejo de la Mesta, lo que les reportaría grandes beneficios económicos.

#### El señorío de Dueñas (1439): cabeza de los estados señoriales
En pago a sus servicios recibió diferentes mercedes de Juan II, quien en 1432 le convirtió en señor de Mansilla, Rueda y Castilberrón y conde de Colle y Parma, en tierras leonesas, ya concedidas por Enrique III a su hermano Gil, aunque éste había regresado a Portugal en 1402. Sin embargo, en 1439, debido a la firma de la paz con su primo Juan de Navarra, futuro Juan II de Aragón, le concedió a éste dichas villas y, en compensación, le permutó a Pedro Vázquez de Acuña estos títulos y lugares por la villa palentina de Dueñas el 9 de diciembre de 1439, hasta entonces señorío de la reina María de Aragón, recibida en concepto de arras. Pese a que la sentencia de Medina del Campo de 3 de julio de 1441 establecía la anulación de todas las mercedes y provisiones de cargos y oficios realizadas por el rey desde el 1 de septiembre de 1438, se dejaba la decisión de qué mercedes se verían afectadas a una comisión compuesta por la reina María de Aragón, el príncipe de Asturias y el almirante de Castilla Fadrique Enríquez. Y, así, esta comisión determinó que la donación de Dueñas no se veía afectada por dicha derogación de mercedes a través de una provisión dada en Toro el 10 de enero de 1442, por lo que los Acuña consiguieron retener Dueñas para sí . 
Desde entonces, debido a la pérdida de peso e importancia por parte del linaje Acuña en territorio conquense a causa del enfrentamiento con los Mendoza, este linaje convirtió esta importante villa en la cabeza de sus estados señoriales, donde construyeron su palacio (actualmente de propiedad municipal y en ruinas) y el panteón condal de la familia, en el altar mayor de la iglesia de Santa María de la Asunción, donde se conservan actualmente cuatro sepulcros. A pesar de ello, los condes hubieron de hacer frente a una tenaz resistencia antiseñorial, pues los vecinos se opusieron a su señorialización y reclamarán mantener su condición de realengo, recordándole al rey sus promesas de no enajenar la villa. Esta resistencia estalló de forma puntual de forma armada y violenta (en la toma de posesión de 1440 o el levantamiento antiseñorial del 1 de septiembre de 1520, al calor de las Comunidades), apero acabó encauzándose a través de la vía diplomática y judicial, iniciándose en 1504 un pleito en la Chancillería de Valladolid, que se prolongaría durante más de dos siglos y medio, convirtiéndose en un caso paradigmático de resistencia antiseñorial. Asimismo, en el Cerrato palentino, en torno a Dueñas, los Acuña crearon un pequeño pero homogéneo señorío con la adquisición de diferentes villas aledañas a través de diversos medios (compra-ventas, permutas, concesiones, etc.) como Tariego de Cerrato (1440), Cubillas de Cerrato (1457), Villaviudas (1461), Valle de Cerrato (1495), Castrillo de Onielo o el hoy despoblado de Renedo, cerca de Vertavillo.

#### Participación política durante el reinado de Juan II
Desde el punto de vista político, en el reinado de Juan II (1406-1454), apoyó a su sobrino, el condestable Álvaro de Luna, en su lucha contra los infantes de Aragón, hijos de Fernando I de Antequera, durante la llamada guerra civil castellana (1437-1445). Los Acuña se encontraban ligados al condestable por lazos de sangre, ya que su padre, Álvaro Martínez de Luna, descendía por vía materna de los Albornoz, hijo de Teresa de Albornoz, hija de Alvar García de Albornoz. Y, así, Pedro de Acuña participó junto al condestable en la batalla de Olmedo (Valladolid) en 1445, en el sitio de Palenzuela (Palencia) en 1451 y fue hecho prisionero en 1442 en el castillo de Urueña (Valladolid). En 1439 fue nombrado embajador ante la corte navarra para concertar y capitular las bodas del príncipe heredero, el futuro Enrique IV, con Blanca de Navarra, quien al año siguiente viajó a Valladolid para contraer matrimonio. En este viaje, el príncipe Enrique salió de Valladolid para recibirla en Dueñas: 

«Nuevas fiestas se ofrecieron al paso de la comitiva por Dueñas, donde las viajeras fueron visitadas por el príncipe Enrique, que intercambió con Blanca los regalos que entre semejantes príncipes y en tales actos se acostumbra dar».

#### El apoyo al infante don Alfonso y la concesión del título condal
Tras la muerte de Juan II en 1454, apoyó inicialmente a Enrique IV pero rápidamente pasó a formar parte desde un primer momento de la liga de nobles que protegieron a sus hermanastros, el infante don Alfonso primero y la princesa Isabel posteriormente. Debido al trascendental apoyo de este linaje a la causa alfonsina a través tanto de Pedro Vázquez de Acuña como de su hermano el arzobispo de Toledo, Alfonso Carrillo, el infante les otorgó el título condal en 1465  aunque, debido a su muerte en 1468, los Reyes Católicos se vieron obligados a ratificar dicho título, facultando a Pedro de Acuña y su esposa Inés de Herrera a fundar un mayorazgo a favor de su primogénito, Lope Vázquez de Acuña, otorgado en Dueñas el 28 de febrero de 1475 y confirmado por los monarcas en Toledo el 20 de junio de 1480. La familia Acuña fue una de las más activas del bando alfonsino, participando activamente varios de sus miembros en la llamada «Farsa de Ávila» como el arzobispo Alfonso Carrillo pero también sus tíos Juan Pacheco, marqués de Villena, y su hermano Pedro Girón, maestre de Calatrava, descendientes de Martín Vázquez de Acuña, quienes despojan a la efigie del rey de los símbolos reales.

#### El apoyo de los Acuña a los Reyes Católicos

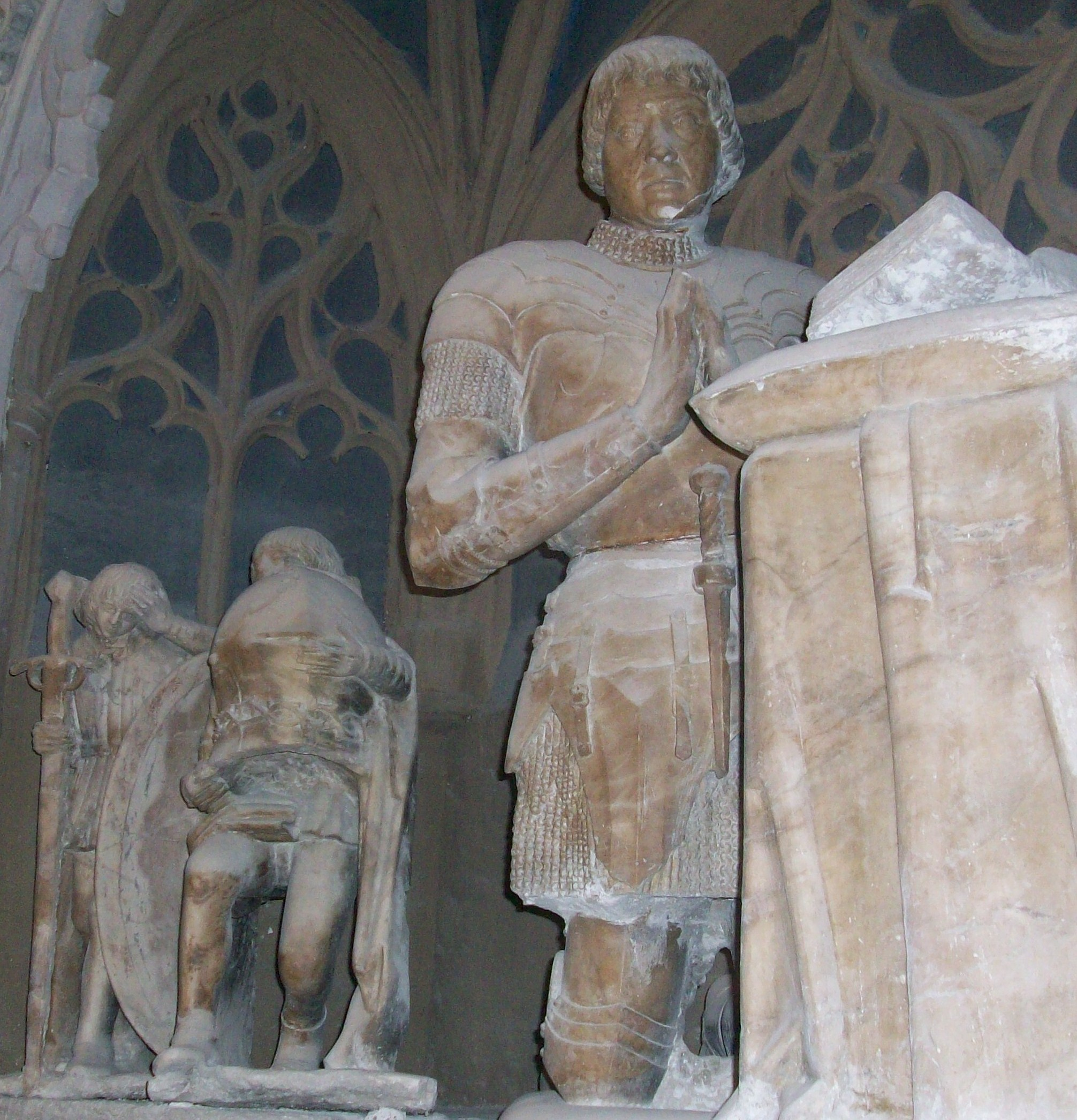
Sepulcro de Pedro Vázquez de Acuña y Albornoz (muerto el 30 de octubre de 1482) en el panteón condal de la iglesia de Santa María de Dueñas.

Tras la muerte del infante don Alfonso en 1468, los Acuña apoyaron decididamente a su hermana Isabel favoreciendo el matrimonio de la princesa con su primo Fernando de Aragón, con quien llegaron a emparentar a través del matrimonio de Lope Vázquez de Acuña, II conde de Buendía, con Inés Enríquez de Quiñones, hija del almirante Fadrique Enríquez y su segunda esposa Teresa Fernández de Quiñones, por lo que era tía del aragonés, al ser hermanastra de su madre Juana Enríquez. 
Cabe destacar, así, el patrocinio de este enlace por parte del arzobispo Carrillo, quien organizó el viaje del por entonces rey de Sicilia hasta Castilla para contraer matrimonio con su prima en Valladolid el 19 de octubre de 1469. Este viaje finalizó en Dueñas, donde fue recibido el 9 de octubre de 1469, hospedándose unos días en el Palacio de los condes de Buendía de dicha localidad, donde algunas fuentes indican que tendría el primer encuentro entre ambos el 11 de octubre. Otros cronistas indican que Fernando acudiría a conocer a Isabel a Valladolid en 14 de octubre y, tras casarse el 18 de octubre en el Palacio de los Vivero de Valladolid, palacio propiedad de Juan Pérez de Vivero y su mujer María de Acuña, hija del I conde de Buendía que ejerció de madrina en la boda, la pareja se retiró por mayor seguridad a Dueñas en mayo de 1470 donde pasaron el resto del año. En su estancia, Isabel intentó llegar a un acuerdo con su hermanastro Enrique IV pero este amenazaba con avanzar sobre Medina del Campo y Valladolid, por lo que se retiraron a Medina de Rioseco, cabeza de los estados señoriales de los Enríquez, almirantes de Castilla.
Durante su estancia en la localidad palentina se produjo el dos de octubre de 1470 el nacimiento de Isabel de Aragón, siendo bautizada en la localidad, quien llegará a ser reina de Portugal por su matrimonio con Manuel I de Portugal, de quienes nace el príncipe Miguel de la Paz en 1500, en cuyo parto muere. En este lapso de tiempo, Fernando sufrió durante un mes, en noviembre, una enfermedad a consecuencia de haberse caído del caballo. Sin embargo, el avance de Enrique IV sobre Medina del Campo y Valladolid y las discrepancia de los príncipes con el arzobispo Carrillo, les llevó a abandonar su refugio en tierra de los Acuña y dirigirse a las del almirante Enríquez, en Medina de Rioseco, en diciembre de 1470. 
En 1474 se recibió en Dueñas por deseo expreso de Isabel una embajada procedente de Borgoña encabezada por Jean de Rubempré, señor de Bièvre (Bélgica), en nombre del duque Carlos el Temerario para hacer entrega al príncipe Fernando de la insignia del Toisón de Oro, concedida en el capítulo de la orden celebrado en Valenciennes en 1473. La ceremonia de entrega del Toisón tuvo lugar en la iglesia parroquial de Santa María de la Asunción de Dueñas el 24 de mayo de 1474.
Pocos meses después, en diciembre, se produjo la muerte de Enrique IV y la proclamación de Isabel y Fernando como reyes de Castilla, lo que dio lugar al inicio de una guerra civil con su sobrina Juana «la Beltraneja» apoyada por sus aliados portugueses que se prolongará de 1474 a 1479. En esta contienda participó activamente también Pedro de Acuña, actuando su señorío de Dueñas como cuartel general de las tropas fernandinas en múltiples ocasiones.
Durante las primeras cortes celebradas en este reinado, que tuvieron lugar en Madrigal de las Altas Torres (Ávila) en 1476, se creó la Santa Hermandad. Para la organización de esta institución tendrán lugar una serie de juntas generales dirigidas por el Contador Mayor Alonso de Quintanilla entre marzo y agosto de 1476 que tendrán lugar en la iglesia de Santa María de Dueñas, siendo publicadas las ordenanzas de esta institución en esta localidad.
El 30 de octubre de 1482 murió en Buendía Pedro de Acuña, I conde de Buendía, siendo enterrado en Santa María de Dueñas, iniciando así el panteón condal en el que se conserva en la actualidad su sepulcro, situado en el lado del Evangelio del altar mayor, y donde se enterraron todos los titulares del condado. 
El mayorazgo fundado en 1475 es heredado por su primogénito, Lope Vázquez de Acuña, II conde de Buendía, quien se había destacado por su participación en la Guerra de Granada como adelantado mayor de Cazorla (Jaén), donde cabe destacar su victoria en la Batalla de Quesada (Jaén) en 1469, ganando a los moros de Baza y Guadix las trece banderas que desde entonces adornan el escudo familiar. Participó también en la tala de la Vega de Granada organizada por los Reyes Católicos en 1483, en la que atacaron varias villas como Íllora y se toma la villa de Tájara. En el verano de 1485 participó en una segunda incursión en tierras musulmanas que tenía como objetivo tomar la ciudad de Moclín (Granada), pero que acabó en derrota para los cristianos. Finalmente, participó también en la decisiva toma de Málaga en 1488, falleciendo el 1 de febrero de 1489, siendo enterrado en el panteón iniciado por su padre, junto a su esposa que había fallecido el 24 de diciembre de 1488.

### Evolución de la casa en elsigloXVI

#### La enfermedad del III conde y su enlace con los Padilla, adelantados mayores de Castilla

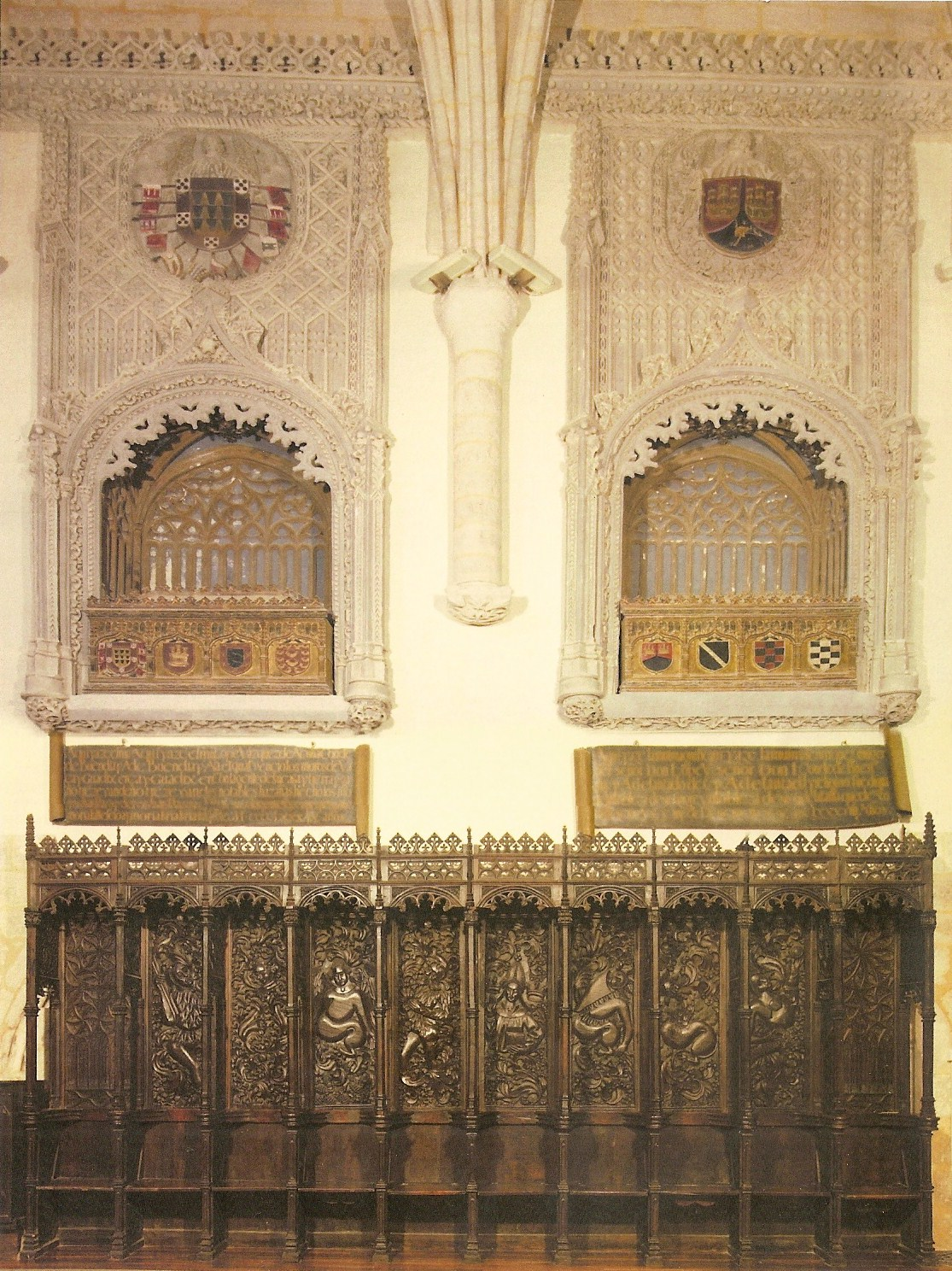
Sepulcros de Lope Vázquez de Acuña (m. 1 de febrero de 1489), II conde de Buendía y adelantado de Cazorla, y su esposa Inés Enríquez de Quiñones (m. 24 de diciembre de 1488), tíos de Fernando el Católico.

Tras la muerte del II conde de Buendía en 1489, heredó el título su hijo primogénito Juan de Acuña, III conde de Buendía, iniciándose un largo periodo de paréntesis en la participación política y militar, ya que éste vivirá alejado de la corte en su palacio de Dueñas debido a que padecía una enfermedad que se ha interpretado como una esquizofrenia leve, caracterizada por trastornos mentales crónicos, aunque siempre ha sido tachado de mentecato desde el nacimiento. Debido a esta situación de inestabilidad mental, el II conde de Buendía había nombrado en su testamento a un tutor o curador para su hijo, eligiendo para esta importante tarea a su hermano Luis de Acuña, quien estaba soltero y era señor de Agramonte. Éste consiguió negociar y concertar en Alcalá de Henares en 1501 un doble matrimonio de dos hermanos Acuña con dos hermanos del importante linaje de los Padilla, quienes ocupaban el cargo de adelantados mayores de Castilla, futuros condes de Santa Gadea (1587). Así, su sobrino Juan de Acuña, III conde de Buendía, contrajo matrimonio con la hija del adelantado Pedro López de Padilla y su mujer Isabel Pacheco, María López de Padilla, mientras que Inés Enríquez de Acuña, hermana del III conde de Buendía, contrajo matrimonio con el hermano de María López de Padilla, Antonio López de Padilla, quien heredó el adelantamiento mayor de Castilla a la muerte de su padre. Se inicia, así, una política de alianzas matrimoniales que continuará con los sucesores y dará lugar a que el título condal de Buendía acabe recayendo a finales del XVI en el linaje Padilla.
Pese a este ventajoso matrimonio, debido a la incapacidad de su hermano, sus hermanos Pedro y Fadrique de Acuña van a reivindicar el mayorazgo. Aunque las evidencias de enfermedad eran claras, los reyes no privaron a Juan de Acuña de su título y posesiones, quien mantuvo el gobierno de sus señoríos entre 1489 y su muerte en 1528. Por ello en este periodo hay que destacar la figura de su mujer, María López de Padilla, pues según la documentación de la época parece ser que hizo frente al gobierno del señorío en los momentos de incapacidad de su marido. Y, a pesar de las reivindicaciones de los hermanos de este, solo a la muerte de su mujer en 1526, Carlos I nombró a Fadrique de Acuña administrador de los bienes de su hermano.
A pesar de esta situación, los reyes también van a seguir siendo asiduos de la hospitalidad de los Acuña en Dueñas y, así, Juana I y Felipe el Hermoso pasan por Dueñas en su primer viaje a Castilla en 1502 para ser jurados herederos por las Cortes de Castilla y, en marzo de 1506, Fernando elige el palacio de los Buendía en Dueñas para celebrar las velaciones con su sobrina Germana de Foix, al tratarse de un enlace no visto con buenos ojos por la nobleza y sociedad castellana, celebrándose según Zurita el 18 de marzo de 1506 en la capilla del palacio, tras haber sido celebrada la boda por poderes en el castillo de Blois el 19 de octubre de 1505. Incluso, a pesar de que los Acuña habían sido una de las principales familias valedoras de los Reyes Católicos desde un primer momento, su palacio de Dueñas protagonizó una reunión de algunos nobles que se oponían a la presencia de Fernando en Castilla, quizás por esa situación inestable creada por la enfermedad del III conde. El emperador Carlos V se hospedó también en su palacio de Dueñas en varias ocasiones: en 1520, 1523, 1527, 1539 y, finalmente, en su viaje de retiro a Yuste en 1556. En 1527 y 1534, además, debido a que Valladolid se vio afectada por la peste, se retiraron a las villas cercanas algunos ministros, entre ellas a Dueñas, donde se retiran los Consejos Real, de Indias y del Santo Oficio.

#### La revuelta antiseñorial y el levantamiento comunero de 1520
Los III condes de Buendía tuvieron que hacer frente también a una revuelta antiseñorial el 1 de septiembre de 1520, que les llegó a expulsar de la villa, sumándose rápidamente al movimiento comunero y convirtiéndose Dueñas en numerosas ocasiones en cuartel general de las tropas comuneras dirigidas por Antonio de Acuña, obispo de Zamora, quien elige Dueñas para iniciar su campaña por la Tierra de Campos en diciembre de 1520. Los acontecimientos acaecidos el 1 de septiembre tuvieron lugar en plena noche cuando un grupo de hombres armados, entre los que destacan Pedro Niño, burgués converso de la ciudad, su hijo Rodrigo, el mercader Diego de Palencia y el militar de grado capitán Alonso de Dueñas e, incluso, algún religioso como Francisco Alonso de Bustillo, se dirigieron hacia la fortaleza para asaltarla y apoderarse de ella. No obstante, el alcaide de ésta les amenaza advirtiéndoles del buen equipamiento de cañones y mosquetones que poseía la fortaleza, algo que los amotinados no tenían, ante lo cual, los rebeldes decidieron dirigirse al palacio de los condes, bien armados de picas y escopetas, a la luz de las antorchas y guiados por Pedro Niño, consiguiendo entrar en la mansión condal gracias a que Rodrigo Niño, que trabajaba de paje en él, se fingió leal a los condes y habría abierto un postigo a los asaltantes, quienes hicieron prisioneros a los condes. Una vez prendidos, les trasladaron a la casa de Alonso de Dueñas, soldado de grado capitán que había estado en las Gelves, y les obligan a escribir una carta que firmaron los dos, el conde y su esposa María de Padilla (quien era la que en realidad gobernaba el señorío), dirigida al alcaide de la fortaleza pidiéndole que entregase el castillo.
Una vez entregado, éste pasa a manos de Gaspar de Villadiego y los condes fueron expulsados, viviendo sucesivamente en Villaviudas, Cubillas, Cigales (en el palacio del conde de Benavente) y Palenzuela, por lo que el pueblo entregó a Pedro Niño la vara de alcalde, procediéndose a nombrar un nuevo concejo, en el que se sustituyó la figura del alcalde mayor, representante del señor, por la de dos alcaldes ordinarios y se introdujo la figura del diputado. Los cargos concejiles fueron asumidos por Alonso García y Alonso de Dueñas como alcaldes ordinarios; Fernando Cabeza, Francisco de Estrada, Rodrigo de Burgos y Juan Castro, como regidores; Rodrigo Gutiérrez y Juan Bravo como diputados y Andrés González Carnicero y Lope Bravo como procuradores.

#### El problema sucesorio
Finalmente, el III conde de Buendía murió el 6 de marzo de 1528, iniciándose un nuevo pleito de tenuta entre su hija Catalina de Acuña, esta sí mentecata, que se encontraba bajo la protección de su primo el IV almirante de Castilla Fadrique Enríquez de Velasco, y sus tíos Pedro de Acuña, IV conde de Buendía, y Fadrique de Acuña, V conde de Buendía. Al ser segundones, fuera, en principio, de la línea de sucesión, habían orientado su actividad a la carrera militar y pertenecían a las órdenes militares más importantes del reino. Así, Pedro de Acuña, IV conde de Buendía, era caballero de la orden de Santiago, donde ejerció el cargo de comendador de La Orcheta (Alicante) en la corona de Aragón, hasta que en 1513 su primo el rey Fernando le promueve a la dignidad de comendador de Monesterio (Badajoz). Ostentó también el cargo de Trece de la Orden, asistiendo como tal al capítulo general de caballeros celebrado en Valladolid el 12 de febrero de 1527. Pedro de Acuña contrajo matrimonio con Beatriz Santángel, dama de honor de Germana de Foix, hija de Jaime de Santángel, perteneciente a esta importante familia de conversos de origen judío procedente del reino de Valencia, que ejercía como escribano de ración de Fernando el Católico y baile general de Orihuela y Alicante y cuya familia financió el viaje colombino a través de su hermano Luis de Santángel. La boda tuvo lugar en 1520 con el beneplácito y en presencia del Emperador, pero de esta unión no hubo descendencia y, a su muerte el 3 de diciembre de 1537, es sucedido por su hermano Fadrique. 
Fadrique de Acuña, V conde de Buendía, había entrado a servir como paje en la corte de los Reyes Católicos desde pequeño, por lo que pronto ejerció importantes cargos. Acompañó a Fernando en sus campañas del Rosellón y la Cerdaña (1503) y en su viaje a Nápoles (1506-1507) y, en diciembre de 1515, fue nombrado virrey de Navarra por su primo Fernando el Católico, donde había acompañado al II duque de Alba durante la campaña militar de anexión de dicho reino a la corona de Castilla. Sin embargo, tras la muerte del rey Fernando, fue sustituido en mayo de 1516 por el duque de Nájera. Asimismo, acompañó al Emperador en la Jornada de Túnez de 1535, ejerciendo como Gran Chambelán. Entre sus cargos, cabe destacar que fue caballero profeso de las ordenes de Calatrava y Santiago, donde ejerció como comendador de Mestanza (Ciudad Real) y Montemolín (Badajoz), en el reino de León. Fue también Trece de la orden de Santiago y Capitán de Hombres de Armas de las Guardias Viejas de Castilla y León. Participó en las cortes celebradas en Toledo en 1537 y 1538. Contrajo matrimonio en tres ocasiones: con Isabel de Bazán, hija de Álvaro de Bazán «el Viejo», que murió antes de que Fadrique heredara el título condal. En 1524 contrajo matrimonio en Madrid con María de Acuña y Padilla, para lo que tuvo que obtener dispensa apostólica por ser sobrina suya, hija de Pedro de Acuña, señor de Anguix, y con la que tuvo a sus dos hijos y herederos, Juan y María. Por último, contrajo matrimonio con Luisa Garabito, hidalga soltera oriunda de Dueñas.

#### La extinción de la rama agnaticia del linaje y el pleito de tenuta

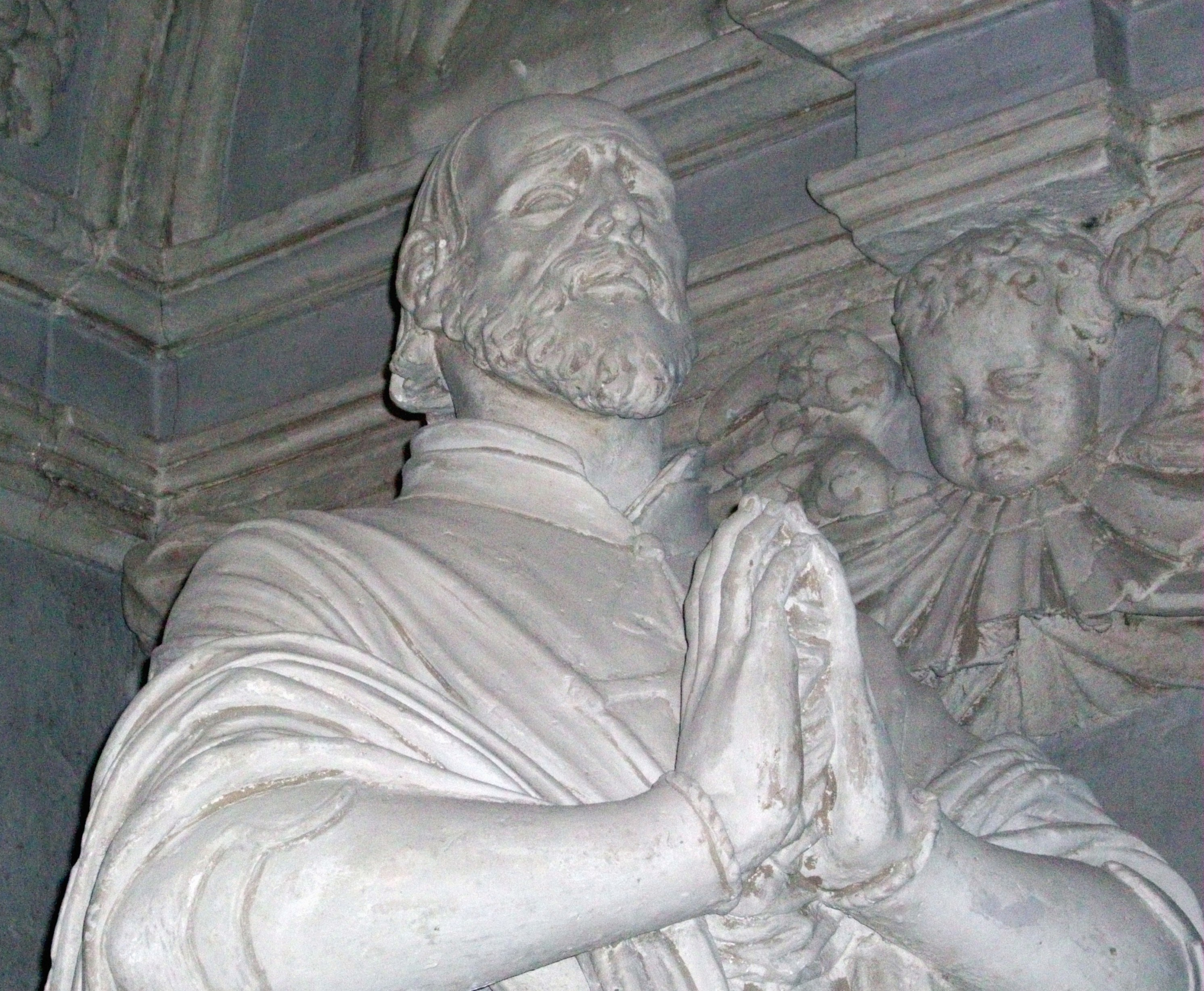
Sepulcro de Fadrique de Acuña, V conde de Buendía, en el panteón condal de Santa María de Dueñas.

Tras la muerte de Fadrique en Valladolid el 4 de noviembre de 1558, fue sucedido por su hijo Juan de Acuña y Acuña, VI conde de Buendía, quien adquirió una importante posición en la corte de Felipe II. Actuó como embajador extraordinario en Inglaterra, Francia, Flandes, Portugal y Alemania. Viajó a Francia en 1559 con ocasión del matrimonio del rey con la princesa Isabel, hija de Enrique II; a Portugal en 1578 para felicitar en nombre del rey a Enrique I el Cardenal por su coronación y a Alemania para visitar a la emperatriz María, hermana del rey. Entró en la corte como menino en la casa de la emperatriz Isabel, pasando a ocupar tras la muerte de ésta en 1539 este mismo puesto en la casa del príncipe Felipe. Con el ascenso al trono de Felipe II en 1556 es nombrado Gentilhombre de la cámara hasta que, en 1585, fue nombrado Sumiller de Corps en sustitución de Ruy Gómez de Silva, cargo que ejerció hasta su muerte en Burgos el 29 de septiembre de 1592. En esos momentos se encontraba acompañando a Felipe II en su viaje a Aragón en la llamada «Jornada de Tarazona», durante el cual solo un mes antes, los días 26, 27 y 28 de agosto, habían pasado por su villa de Dueñas. 
Juan de Acuña y Acuña había contraído matrimonio con Francisca de Aragón y Córdoba, hija de Álvaro Fernández de Córdoba, hijo del III conde de Cabra, II señor de Valenzuela (posteriormente elevado a marquesado) y caballerizo mayor de Felipe II, y de María de Aragón. Pese a ello, este matrimonio no tuvo descendencia legítima, por lo que, tras su fallecimiento, se inició un complejo pleito de tenuta y el mayorazgo y el título condal acabaron pasando por enlaces matrimoniales primero a los Padilla, condes de Santa Gadea y adelantados mayores de Castilla, luego a los Sandoval y Rojas, duques de Lerma y Uceda, y finalmente a los Medinaceli, quienes ostentan actualmente dicho título. 
No obstante, antes de contraer matrimonio, el conde había tenido un hijo natural con una dama hidalga de Dueñas, Mariana de Dueñas, que recibió su mismo nombre, Juan de Acuña. Éste estudió filosofía en la universidad de Alcalá de Henares y Derecho en la de Salamanca, donde llegó a ser catedrático en Leyes y Cánones y Rector. Ejerció de oidor en la Chancillería de Valladolid de 1578 a 1585, fue visitador de la Chancillería de Granada y la Audiencia de Sevilla y juez protector de las Galeras de España. Ingresó en el Consejo de Hacienda en 1598 donde desempeñó labores de visitador, pasando a ocupar su presidencia en 1602, donde permanece hasta alcanzar la presidencia del Consejo de Indias en 1609 y, finalmente, la del Consejo Real, del que era miembro desde 1587, desde 1610 hasta su muerte en 1615, disponiendo su entierro en la capilla mayor del convento de San Agustín de Dueñas, cuyo patronazgo había comprado en 1609. En recompensa a los servicios prestados, en 1609, recibió el título de Notario Mayor del Reino de León y, en 1612, el título de marqués de Valle de Cerrato (Palencia), por merced de Felipe III.

## El paso del título condal a otras casas

### Los Padilla, condes de Santa Gadea y adelantados mayores de Castilla

#### El pleito de tenuta

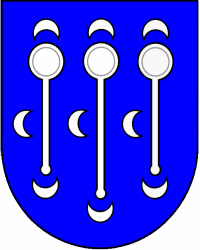
Escudo de los Padilla, condes de Santa Gadea y adelantados mayores de Castilla

Tras la muerte sin sucesión del VI conde de Buendía, Juan de Acuña y Acuña, se inició un pleito de tenuta entre diversos pretendientes, entre los que cabe destacar a los Guzmán, marqueses de La Algaba (Sevilla), como descendientes de Leonor Enríquez de Acuña, hija de Lope Vázquez de Acuña, II conde de Buendía, casada con Rodrigo de Guzmán, señor de La Algaba; y a los Padilla, condes de Santa Gadea y adelantados mayores de Castilla, como descendientes de Inés Enríquez de Acuña, hija también del II conde de Buendía, casada con Antonio de Padilla. Este proceso se prolongaría hasta que se saldó a favor de estos últimos en 1613.
Al conocer la noticia del fallecimiento de su hermano, los días 1 y 2 de octubre de 1592, María de Acuña, viuda del adelantado de Castilla Juan de Padilla y Manrique, rápidamente efectuó la toma de posesión del señorío de Dueñas a través de su administrador Juan de Mendoza, III marqués de Montes-Claros. Pese a su rápida actuación, no evitó el inicio del pleito de tenuta a través de la demanda presentada el 5 de octubre ante el consejo de Castilla por Luis Carrillo de Toledo, como descendiente de Gómez Carrillo de Acuña, y el 17 de octubre por los marqueses de La Algaba. Ante esta situación, mientras se resolvía el conflicto, Felipe II nombró un gobernador y administrador del estado de Buendía, Antonio de Quirós, quien ejerció como tal entre el 6 de noviembre de 1592 y diciembre de 1596.
El 2 de mayo de 1595, el consejo amparó a María de Acuña en la posesión de Buendía, pero remitió el asunto de la posesión de Dueñas para que fuera juzgado por más jueces y, un año y medio después, el 23 de noviembre de 1596, pronunció una sentencia de vista por la que se otorgaba la tenuta al adelantado Martín de Padilla, quien tomó posesión de Dueñas el 16-17 de diciembre. Y, así, con el fin de ganarse el favor de sus nuevos vasallos, el adelantado les concedió algunas mercedes, como el privilegio otorgado en 1597 para poder celebrar un mercado franco todos los miércoles.
Pese a ello, el 9 de noviembre de 1600, en su sentencia de revista, el consejo de Castilla revocó su sentencia de vista y dividió ambos estados entre ambas casas: concedieron el señorío de Buendía a los adelantados mayores de Castilla y el señorío de Dueñas a los marqueses de La Algaba, remitiendo el pleito sobre la propiedad a la chancillería de Valladolid. Aunque en esos momentos el titular del marquesado de La Algaba era Francisco de Guzmán y Acuña (quien fallecerá en 1608), ese mismo año renunció a sus derechos en su hijo Luis de Guzmán y Guzmán, quien tomó posesión de la villa de Dueñas el 23 de noviembre de 1600 a través del juez de comisión, el licenciado Aguilera, coincidiendo su señorío con los años en los que la Corte regresó a Valladolid entre 1601 y 1606, por lo que los marqueses llegaron a residir también largas temporadas en su señorío de Dueñas.
Este pleito generó tales tensiones entre los diferentes contendientes, que llegaron a ser recogidas por Cabrera de Córdoba en su obra, señalando que se entregaba Dueñas a los marqueses de La Algaba "que vale 10.000 ducados de renta con mucha cualidad, y el Adelantado queda con Buendía, que no vale la mitad de renta", por lo que esta sentencia fue recurrida por los adelantados ante la chancillería de Valladolid -por entonces trasladada a Medina del Campo- el 13 de marzo de 1601. Finalmente, la chancillería sentenció definitivamente a favor de los Padilla por sentencia de vista el 20 de marzo de 1610 y de revista el 5 de abril de 1613, heredando definitivamente los Padilla el título condal de Buendía, en esos momentos ostentado por Eugenio de Padilla Manrique. Aunque la sentencia fue suplicada por los marqueses de La Algaba en segundo grado de apelación en la sala de las mil y quinientas doblas, finalmente fue confirmada el 26 de noviembre de 1616.

#### La sucesión del condado
El título fue heredado, por tanto, por la hermana del último poseedor, María de Acuña y Acuña, VII condesa de Buendía, viuda de Juan de Padilla y Manrique, señor de Santa Gadea y Valdescaray, falleciendo en Valladolid el 14 de agosto de 1607. De sus cuatro hijos, tres profesaron como religiosos: el primogénito, Antonio de Padilla, había ingresado en la Compañía de Jesús en Valladolid en 1572. Ante la ausencia de un varón que heredase el mayorazgo, la siguiente en la línea de sucesión habría de ser la hermana mayor, Luisa de Padilla, pero ésta había profesado también como monja franciscana, así como su hermana María, quien había ingresado en el convento dominico de Santa Catalina de Siena de Valladolid. Ante esta situación, Luisa renunció a sus derechos en su hermana pequeña, Casilda de Padilla, todavía menor de edad. A pesar de todo, Casilda también se decantó por la vida religiosa, por lo que se encontró con la oposición de su familia y sus deudos de hacerse carmelita. Sin embargo, tras protagonizar dos curiosos acontecimientos narrados por la propia santa Teresa de Jesús en sus Fundaciones (Capítulos X y XI), logró profesar en el convento fundado por la propia santa abulense en Valladolid dedicado a la Concepción del Carmen en 1577.
Finalmente, la hermana mayor, Luisa de Padilla, que había renunciado al mayorazgo, en 1575 se vio obligada a colgar el hábito, con las debidas autorizaciones, para hacerse cargo del estado familiar y contraer matrimonio con su tío Martín de Padilla y Manrique, I conde de Santa Gadea (1587) e importante marino al servicio de Felipe II. Tras la muerte de su esposo en Sanlúcar en 1602, Luisa de Padilla y Manrique retomó su vocación con el nombre de Luisa de la Cruz profesando como monja en las Carmelitas Descalzas de Talavera de la Reina en 1607, pasando en 1608 al convento fundado el año anterior por su consuegro el duque de Lerma: el Monasterio de la Madre de Dios en Lerma (Burgos), donde murió siendo priora el 9 de enero de 1614. Heredarán el título sucesivamente sus hijos Juan de Padilla y Acuña, fallecido en 1606 en la Jornada de La Mahometa, y Eugenio de Padilla y Manrique, que murió sin sucesión en Dueñas el 1 de junio de 1622. Su viuda, Luisa de Moncada y Aragón, hija de los príncipes de Paternó y duques de Montalto, ingresó en el convento carmelita de Palencia, construyendo un pasadizo voladizo que conectaba con su palacio situado junto a dicho convento, donde falleció en 1629.

### Los Sandoval y Rojas, duques de Lerma, Uceda y Cea

Escudo de armas del ducado de Uceda, quienes heredaron el título condal de Buendía por su matrimonio con Mariana de Padilla y Acuña

El 1 de junio de 1622, tras el fallecimiento sin herederos de Eugenio de Padilla, el estado de Buendía fue heredado por Francisco Gómez de Sandoval Rojas y Padilla, II duque de Lerma y Uceda y II marqués de Cea, como hijo de Mariana de Padilla y Acuña, hermana de los últimos condes de Buendía y Santa Gadea, fallecida en 1611 y fundadora del monasterio de la Ascensión de Nuestro Señor en Lerma (Burgos). Mariana había contraído matrimonio en 1597 con Cristóbal Gómez de Sandoval y Rojas, I duque de Uceda, duque de Cea y V marqués de Denia, hijo del duque de Lerma, valido de Felipe III.
El nuevo señor, Francisco Gómez de Sandoval, llegó a tomar posesión personalmente de la villa de Dueñas el 8 de junio de 1622 y, por carta escrita el 30 de septiembre, concedía a sus vasallos una serie de mercedes. Sus nuevos vasallos le habían rogado para que les aliviara de la acuciante situación económica en la que encontraban. Asimismo, en 1623, el duque de Cea ordenaba a la villa y concejo de Dueñas dar un digno alojamiento al príncipe de Gales, el futuro Carlos I, en su viaje de vuelta a Inglaterra tras acudir a la corte madrileña de los Austrias para negociar su matrimonio con la Infanta María Ana, hija menor de Felipe III y poner fin así a la hostilidad entre ambas potencias. El príncipe iba acompañado, además, por el valido de su padre, George ViIliers, I duque de Buckingham. 
Pese a ello, el interés que despertaba este estado señorial, dio lugar a que se iniciara un nuevo pleito de tenuta, en el que, de nuevo, reclamaron sus derechos los marqueses de La Algaba, quienes presentaron la demanda de tenuta ante el consejo el 8 de junio de 1622, así como su sobrino, Juan Gaspar Enríquez de Cabrera, VIII conde de Melgar y VI duque de Medina de Rioseco, hijo de Luisa de Sandoval y Padilla. El litigio se acabó saldando a favor de Francisco de Sandoval Rojas y Padilla, quien había contraído matrimonio en 1612 con Feliche Enríquez de Cabrera,  por lo que el título recayó así en el linaje de los Sandoval y Rojas, duques de Lerma, Cea y Uceda. Tras la caída en desgracia de su abuelo, el duque de Lerma, y su padre, el duque de Uceda, como validos de Felipe III, Francisco fue alejado de la corte por el nuevo valido de Felipe IV, el conde-duque de Olivares, enviándole a servir en el ejército de Milán en 1629 y en el de Flandes en 1631, donde falleció en 1635 como Maestre de Campo General de Flandes.
Tras el fallecimiento del II duque de Lerma en Bruselas el 11 de noviembre de 1635, fue sucedido por su hija Mariana Isabel de Sandoval y Rojas, casada en 1630 con el futuro VI duque de Segorbe, Luis Ramón Folc de Aragón y Córdoba. Sin embargo, su hijo Ambrosio de Aragón y Sandoval, IV duque de Lerma, falleció con tan sólo nueve años en 1659, por lo que alguno de los títulos de la casa de Lerma, entre ellos el de Buendía, pasaron a su hermana Catalina Antonia de Aragón y Sandoval, duquesa de Segorbe, Cardona y Lerma, quien en 1653 había contraído matrimonio con Juan Francisco de la Cerda, VIII duque de Medinaceli, fallecido en 1691. No obstante, esto provocó el inicio de un pleito de tenuta por el estado de Lerma contra Diego Gómez de Sandoval y, tras su fallecimiento sin descendientes en 1668, contra su hermanastra Catalina de Mendoza y Sandoval, VIII duquesa del Infantado y IV duquesa de Pastrana consorte, ambos hijos de Diego Gómez de Sandoval de la Cerda (segundo hijo del duque de Lerma y, por tanto, hermano del duque de Uceda), quien fue conde de Saldaña consorte por su matrimonio con Luisa de Mendoza y Mendoza, heredera de la casa del Infantado; rama que acabó ganando dicho pleito de tenuta.

### Los de la Cerda, duques de Medinaceli

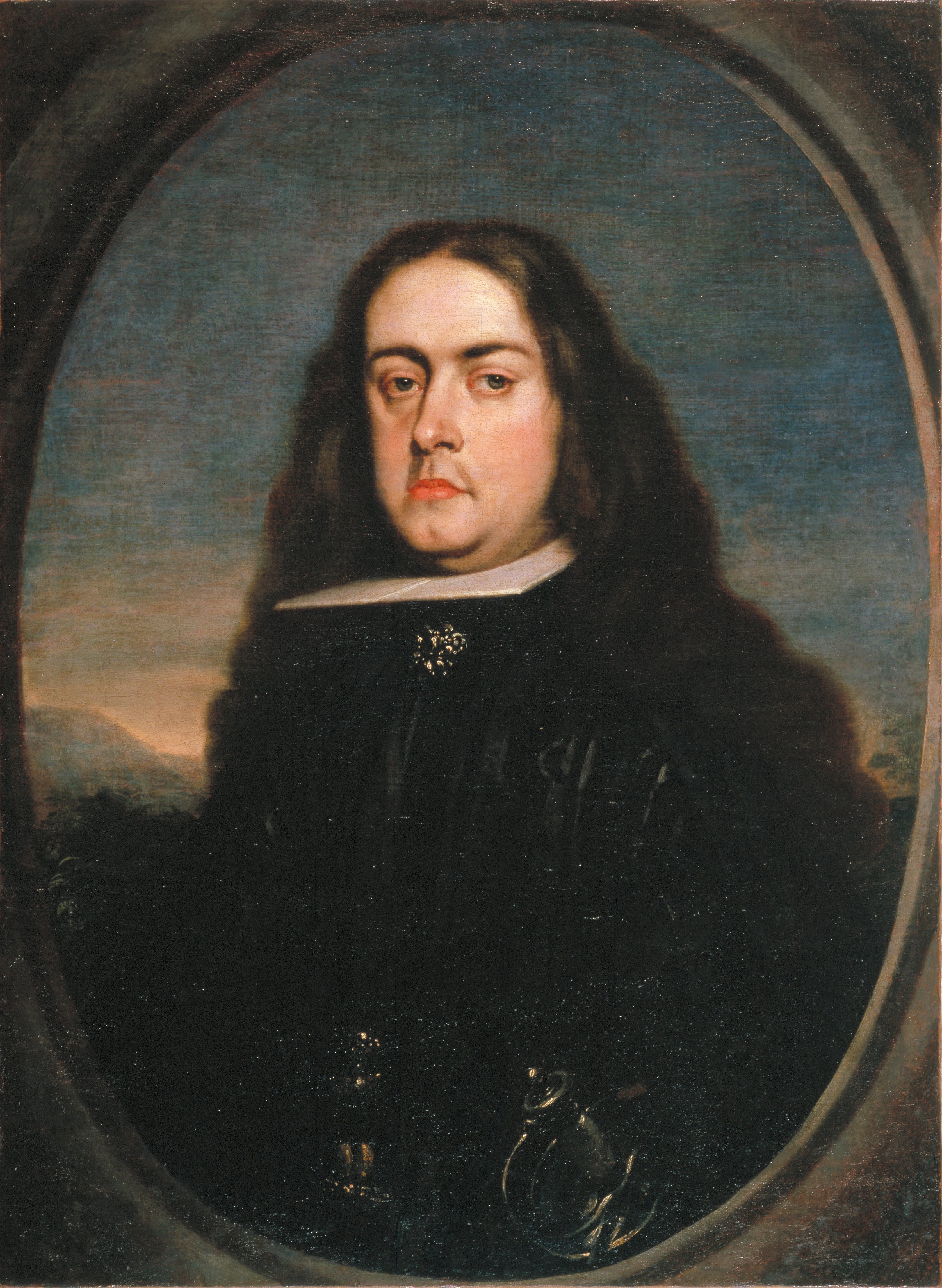
Retrato de Juan Francisco de la Cerda, VIII duque de Medinaceli, quien heredó el título condal de Buendía por su matrimonio en 1653 con Catalina Antonia de Aragón y Sandoval, duquesa de Segorbe, Cardona y Lerma.

De este modo, desde mediados del siglo XVII (1659), el título condal de Buendía pasó definitivamente a la casa ducal de Medinaceli, conservando el título hasta la actualidad. En 1711, falleció sin herederos, prisionero en Pamplona por su oposición a la influencia francesa durante la guerra de sucesión española, el IX duque de Medinaceli, Luis Francisco de la Cerda y Aragón, por lo que el título fue heredado por su sobrino, hijo de su hermana Feliche, Nicolás Fernández de Córdoba y de la Cerda, X duque de Medinaceli, que era duque de Feria (Badajoz) y marqués de Priego (Córdoba), fallecido en 1739. Desde entonces, la casa ducal de Medinaceli se ha ido sucediendo sin interrupción, convertida en una de las casas aristocráticas más importantes de España.
Recientemente, el 18 de agosto de 2013, falleció la XVIII duquesa de Medinaceli, Victoria Eugenia Fernández de Córdoba, a los 96 años de edad, y los títulos principales fueron heredados por el hijo mayor de su primogénita, Ana Medina y Fernández de Córdoba, fallecida en 2012 y casada con el príncipe alemán Maximiliano Von Hohenlohe-Langenburg, Marco Hohenlohe-Langenburg y Medina. Sin embargo, una veintena de títulos secundarios, entre ellos el de Buendía, fueron reclamados por el único hijo vivo de los cuatro que tuvo la duquesa, Ignacio Medina y Fernández de Córdoba, quien había ya recibido en vida de su madre el título de XIX duque de Segorbe.
El XIX duque de Medinaceli, Marco Hohenlohe, sufría graves secuelas desde un accidente de moto en la carretera de Estepona a Marbella en 1996 y falleció en Sevilla tan solo tres años después de haber heredado el título, el 19 de agosto de 2016, en Sevilla a los 54 años de edad tras una larga enfermedad. Se convirtió así en heredera su primogénita, Victoria de Hohenlohe, de 19 años de edad, confirmándose también la sucesión del título de Buendía en el Boletín Oficial del Estado de 1 de junio de 2018, pese a las reclamaciones de su tío, el duque de Segorbe.
El 14 de octubre de 2023, con 26 años, Victoria contrajo matrimonio con el financiero Maxime Corneille Iribarren (de ascendencia franco-argentina), en la iglesia de San Miguel de Jerez de la Frontera. De nuevo, sus discrepancias con el duque de Segorbe, presidente de la Fundación Casa Ducal de Medinaceli, impidió que la ceremonia se celebrara en el palacio principal de la familia, la Casa de Pilatos de Sevilla.

### Archivo documental de la casa condal de Buendía
Con la integración del título condal en la casa ducal de Medinaceli, su archivo documental pasó a formar parte también de los fondos archivísticos de esta casa, el conocido como Archivo Ducal de Medinaceli (ADM). En 1715, Nicolás Fernández de Córdoba, X duque de Medinaceli, con el fin de unificar todos los fondos que habían ido agregándose y que se encontraban dispersos por los diferentes dominios territoriales, ordenó el traslado y transferencia de los fondos pertenecientes a los diversos estados señoriales, incluidos los condados de Santa Gadea y Buendía, siendo convenientemente instalados en su palacio madrileño, en el paseo del Prado. La persona encargada de recibir todas estas transferencias fue el archivero José Izquierdo Recalde, quien estuvo al frente del depósito madrileño de los Medinaceli con cargo de archivero mayor, entre 1716 y 1738. Finalmente, en 1978, los Medinaceli crearon una fundación con el objeto de conservar, restaurar, reintegrar, estudiar, promover y difundir el patrimonio histórico tanto material (inmueble, mueble y documental) como inmaterial (tradiciones, devociones, rituales,...) vinculado, a través del tiempo, a su Casa.
Aunque la sede principal del Archivo Ducal de Medinaceli se encuentra actualmente en la Casa de Pilatos de Sevilla, en 1995 decidieron trasladar la documentación referente a los títulos que no pertenecían al territorio andaluz al Hospital de Tavera en Toledo, también de su propiedad. Pese a ello, al ser reclamados por la Junta de Andalucía, no se ha llegado a producir de forma efectiva la cesión de la gestión y sigue dependiendo de Sevilla, al ser inscrita en 1997 la Casa de Pilatos y sus bienes vinculados (entre ellos, los fondos documentales) en el Catálogo General del Patrimonio Histórico Andaluz. De este modo, el fondo del condado de Buendía se encuentra depositado en el archivo del Hospital de Tavera, integrado dentro del fondo del Adelantamiento de Castilla, conformado por un total de 44 legajos y estudiado por Antonio Sánchez González en 2021. 
Por su parte, el fondo del marquesado de Vallecerrato, se integró en la casa ducal del Parque, al incorporarse el título a dicha casa aristocrática en el siglo XVIII. Sin embargo, parte de sus fondos, se encuentran dentro del fondo de Torrelaguna del Archivo Histórico de la Nobleza (AHNOB), sito también en el Hospital Tavera de Toledo, gracias al convenio firmado entre los Medinaceli, propietarios del inmueble, y el Ministerio de Cultura en 1988. El fondo de Torrelaguna se trata de un caso particular, ya que es fruto de la labor de coleccionismo llevada a cabo por dicho marqués, Rafael Fernández de Córdoba Esteban, V marqués de Torrelaguna y VI marqués de Mendigorría. Nos encontramos, por tanto, con un fondo muy heterogéneo, desigual en procedencias. Debido a esta circunstancia, apenas se conserva documentación dentro del fondo de la Casa de Trelles, linaje originario de la casa ducal del Parque a la que pasó a pertenecer el marquesado de Vallecerrato en el siglo XVIII, y que se encuentra custodiado en el Archivo Histórico de Asturias, habiendo sido publicado su inventario por su directora, María Concepción Paredes Naves, en 2008. El fondo fue adquirido por el archivo histórico de Asturias en 1998 cuando el director de la Real Academia de la Historia, el asturiano Gonzalo Anes, informó a la consejería de Cultura de que este archivo había sido vendido por la familia a un anticuario, a quien fue adquirido.
En ambos casos, se encuentran copias de algunos de los documentos más relevantes en la colección Salazar y Castro de la Real Academia de la Historia (RAH). Esta colección es fruto de la interesante labor llevada a cabo por este genealogista a caballo entre los siglo XVII y XVIII, quien recorrió numerosos fondos archivísticos nobiliarios de la época, realizando copias de importantes documentos y publicando la historia genealógica de importantes linajes como los Lara o los Silva. Actualmente, muchos de estos documentos se encuentran digitalizados y disponibles a través de la biblioteca digital de esta institución, además de existir un voluminoso catálogo de esta colección.
Ambos fondos se encuentran conformados por la documentación habitual de este tipo de archivos nobiliarios, que tienen su origen en archivos familiares de carácter privado. Y, así, entre la documentación conservada, nos encontramos los diferentes privilegios y mercedes concedidos por los reyes a favor de sus diferentes miembros; estudios genealógicos de sus linajes; la fundación de mayorazgos, testamentos y capitulaciones matrimoniales; documentación relativa a los abundantes pleitos en que se vieron inmersos; así como la documentación económica y administrativa que supuso la gestión de estos ingentes patrimonios señoriales. En suma, una documentación de gran valor e importancia para reconstruir la historia del estamento nobiliario.

## Listado de los condes de Buendía
|                                                   | Titular | Periodo                                     |
| Creación por el infante don Alfonso en 1465       | Creación por el infante don Alfonso en 1465 | Creación por el infante don Alfonso en 1465 |
| Casa de Acuña                                     | Casa de Acuña | Casa de Acuña                               |
| ------------------------------------------------- | --- | ------------------------------------------- |
| I                                                 | Pedro Vázquez de Acuña y Albornoz | 1465–1482                                   |
| II                                                | Lope Vázquez de Acuña | 1482–1489                                   |
| III                                               | Juan de Acuña | 1489–1528                                   |
| IV                                                | Pedro de Acuña | 1528–1537                                   |
| V                                                 | Fadrique de Acuña | 1537–1558                                   |
| VI                                                | Juan de Acuña y Acuña | 1558–1592                                   |
| VII                                               | María de Acuña y Acuña, casada con Juan de Padilla y Manrique, adelantado mayor de Castilla                                                                               | 1592–1596                                   |
| Casa de Padilla, condes de Santa Gadea            | |                                             |
| VIII                                              | Luisa de Padilla y Manrique, casada con Martín de Padilla y Manrique, I conde de Santa Gadea                                                                              | 1596–1602                                   |
| IX                                                | Juan de Padilla y Acuña, II conde de Santa Gadea | 1602–1606                                   |
| X                                                 | Eugenio de Padilla y Manrique, III conde de Santa Gadea | 1606–1622                                   |
| Casa de Sandoval y Rojas, duques de Lerma y Uceda | |                                             |
| XI                                                | Francisco Gómez de Sandoval y Padilla, II duque de Lerma y Uceda, hijo del duque de Uceda y de Mariana de Padilla Manrique, hermana de los últimos titulares              | 1622-1635                                   |
| XII                                               | Mariana Gómez de Sandoval y Enríquez de Cabrera, III duquesa de Lerma, casada con Luis Ramón Folc de Aragón y Córdoba, VI duque de Segorbe y Cardona, marqués de Comares. | 1635-1651                                   |
| XIII                                              | Ambrosio de Aragón y Sandoval, IV duque de Lerma | 1651-1659                                   |
| XIV                                               | Catalina Antonia de Aragón y Sandoval, casada con Juan Francisco de la Cerda, VIII duque de Medinaceli                                                                    | 1660-1691                                   |
| Casa ducal de Medinaceli, hasta la actualidad     | |                                             |
| XV                                                | Luis Francisco de la Cerda y Aragón | 1691-1711                                   |
| XVI                                               | Nicolás Fernández de Córdoba y de la Cerda | 1711-1739                                   |
| XVII                                              | Luis Antonio Fernández de Córdoba y Spínola | 1739–1768                                   |
| XVIII                                             | Pedro de Alcántara Fernández de Córdoba Figueroa de la Cerda y Moncada | 1768–1789                                   |
| XIX                                               | Luis María Fernández de Córdoba y Gonzaga | 1789–1806                                   |
| XX                                                | Luis Joaquín Fernández de Córdoba y Benavides | 1806–1840                                   |
| XXI                                               | Luis Tomás Fernández de Córdoba y Ponce de León | 1840–1873                                   |
| XXII                                              | Luis María Fernández de Córdoba y Pérez de Barradas | 1873–1879                                   |
| XXIII                                             | Luis Jesús Fernández de Córdoba y Salabert | 1880–1956                                   |
| XXIV                                              | Victoria Eugenia Fernández de Córdoba y Fernández de Henestrosa | 1956–2013                                   |
| XXV                                               | Marco Hohenlohe-Langenburg y Medina | 2013–2016                                   |
| XXVI                                              | Victoria Elisabeth de Hohenlohe-Langenburg y Schmidt-Polex | 2016–actualidad                             |

## Nota
1. ↑  El rey Fruela pudo ser el padre de una hija llamada Urraca que contrajo matrimonio con Aznar Purcellis a quien la infanta Elvira, hija del rey Ramiro II llama tío. «El obispo don Pelayo de Oviedo en su crónica de Sampiro [...] dice que Fruela II tuvo un hijo ilegítimo llamado Aznar. Este dato ha sido despreciado por los historiadores, aunque Salazar y Castro, sin el menor fundamento, le hace antepasado del linaje Silva. Sin embargo, cabe que el obispo don Pelayo hubiera tenido referencias de este Aznar Purcellis, convirtiendo en hijo ilegítimo a quien era en realidad su yerno.» [2]

### Estudios académicos
- Beceiro Pita, Isabel (1990). «La conciencia de los antepasados y la gloria del linaje».  En Pastor de Togneri, Reina, ed. Relaciones de Poder, de producción y parentesco en la Edad Media y Moderna (Madrid: CSIC): 329-350.

- Burgos de Pablo, Abilio (1993). «Notas sobre Don Juan de Acuña, tercer conde de Buendía». Publicaciones de la Institución Tello Téllez de Meneses, 64: 237-272. ISSN 0214-9745.

- Caballero Bastardo, Arturo; Caballero Chacón, Fernando (1987). El Libro de Dueñas. Palencia: Caja de Ahorros de Palencia y Monte de Piedad. Archivado desde el original el 28 de enero de 2016. Consultado el 4 de octubre de 2015.

- Martín, José Luis (2003). Enrique IV de Castilla, rey de Navarra, príncipe de Cataluña. Hondarribia: Nerea.

- Morales Muñiz, Dolores Carmen (2006). «La concesión del título de (I) conde de Buendía por el rey Alfonso XII de Castilla (1465) como expresión de poder del linaje Acuña». Espacio, tiempo y forma. Serie III, Historia medieval, 19: 197-210. ISSN 0214-9745.

- Oliva Herrer, Hipólito Rafael (2004). Justicia contra señores: el mundo rural y la política en tiempos de los Reyes Católicos. Valladolid: Universidad de Valladolid, Secretariado de Publicaciones e Intercambio Editorial.

- Ortega Cervigón, José Ignacio (2006). «El arraigo de los linajes portugueses en la Castilla bajomedieval: el caso de los Acuña en el obispado de Cuenca». Medievalismo: Boletín de la Sociedad Española de Estudios Medievales (16): 73-92. ISSN 1131-8155.

- Ortega Gato, Estebán (1951). «La villa de Dueñas y los tres primeros condes de Buendía en el reinado de los Reyes Católicos». Publicaciones de la Institución Tello Téllez de Meneses (6): 279-344. ISSN 0210-7317.

- Pajares González, Álvaro (2015). «Diferentes aspectos del régimen señorial-municipal en la Castilla bajomedieval y altomoderna: el caso de los condes de Buendía (1439-1592)  [CD-ROM]». Másteres de la UAM. Año Académico 2012-2013, (UAM Ediciones). ISBN 978-84-8344-466-5.

- Pajares González, Álvaro (2016). «Abusos de poder y resistencia antiseñorial en una villa castellana: Dueñas y el condado de Buendía (1439-1592)».  En Hernández Rodríguez, Paula et al, ed. Las Violencia y la Historia. Colección Temas y perspectivas de la Historia (Salamanca: Hergar Ediciones Antema): 285-306.

- Pajares González, Álvaro (2018). «Los lazos sanguíneos de Fernando el Católico en Castilla: el apoyo de los Enríquez y los Acuña en la conquista del trono».  En Serrano Martín, Eliseo; Gascón Pérez, Jesús, eds. Poder, sociedad, religión y y tolerancia en el mundo hispánico, de Fernándo el Católico al siglo XVIII (Zaragoza: Institución Fernando el Católico): 395-409.

- Pajares González, Álvaro (2018). «La resistencia antiseñorial en la Castilla bajomedieval y moderna a través del caso palentino: principales características de un fenómeno inherente a la sociedad del Antiguo Régimen».  En Pérez Sámper, María Ángeles; Beltrán Moya, José Luis, eds. Nuevas perspectivas de investigación en historia moderna (Barcelona: Universitat de Barcelona): 468-480.

- Pajares González, Álvaro (2019). «La importancia de las redes clientelares en la España moderna: el duque de Uceda y la sucesión de los condados de Buendía y Santa Gadea».  En Fortea Pérez, José Ignacio; Gelabert González, Juan Eloy; López Vela, Roberto et al., eds. Monarquías en conflicto. Linajes y noblezas en la articulación de la Monarquía Hispánica (Madrid: Fundación Española de Historia Moderna): 697-711.

- Pajares González, Álvaro (2023). «Dueñas y la consolidación de los ayuntamientos constitucionales en la España liberal (1808-1931)». Publicaciones de la Institución Tello Téllez de Meneses 93: 73-99. ISSN 0210-7317.

- Pajares González, Álvaro; Quijada Álamo, Diego (2021). «Dueñas, un "lugar muy pasaxero" en pleno Camino Real de Burgos: visitas y festividades regias a lo largo del Antiguo Régimen (1470–1860)». Investigaciones históricas: Época moderna y contemporánea, 41: 189-228. ISSN 0210-9425.

- Paredes Naves, María Concepción (2008). Archivo de la Casa Trelles, duques del Parque. Real Instituto de Estudios Asturianos.

- Quintanilla Raso, María Concepción (Dir.) (2006). Títulos, grandes del reino y grandeza en la sociedad política: sus fundamentos en la Castilla bajomedieval. Madrid.

- Quintanilla Raso, María Concepción (Dir.) (2008). La nobleza señorial en la Corona de Castilla. Granada.

- Salazar y Acha, Jaime de (2006). «Urraca. Un nombre egregio en la onomástica altomedieval». En la España medieval (1): 29-48. ISSN 0214-3038. Archivado desde el original el 18 de noviembre de 2011.

- Sánchez González, Antonio (2021). «El archivo señorial de los adelantados mayores de Castilla». Documenta & Instrumenta, 19: 213-246. ISSN 1697-3798.

- Sotto Mayor Pizarro, José Augusto de (1999). Linhagens Medievais Portuguesas. Porto.

- Torres Sevilla-Quiñones de León, Margarita Cecilia (1999). Linajes nobiliarios de León y Castilla: Siglos IX-XIII. Salamanca: Junta de Castilla y León, Consejería de Educación y Cultura. ISBN 84-7846-781-5.

### Nobiliarios
- Atienza y Navajas (barón de Cobos de Belchite), Julio de (1948). Nobiliario español: diccionario heráldico de apellidos españoles y de títulos nobiliarios. Madrid: M.Aguilar.

- Costa Felgueiras Gaio, Manuel José de (1989). Nobiliário das Famílias de Portugal. Braga: Carvalhos de Basto, 2ª Edição.

- Fernández de Bethencourt, Francisco (1900-1901). Historia genealógica y heráldica de la Monarquía española, Casa Real y grandes de España. Tomos II y III. Madrid.

- López de Haro, Alonso (1622). Nobiliario genealógico de los reyes y títulos de España: dirigido a la majestad del rey don Felipe IV. Madrid: Luis Sánchez, impresor real.
- Salazar y Castro, Luis de (1685). Historia genealógica de la Casa de Silva: donde se refieren las acciones mas señaladas de sus Señores, las fundaciones de sus mayorazgos y la calidad de sus alianzas matrimoniales. La obra se justifica con instrumentos e historias fidedignas y se adorna con las noticias genealógicas de otras muchas familias. En Madrid: por Melchor Alvarez y Mateo de Llanos.

### Crónicas medievales
- Barrientos, Lope (1946). Refundición de la crónica del Halconero. Edición y estudio por Juan de Mata Carriazo. Madrid: Espasa-Calpe, S.A.

- Carrillo de Huete, Pedro (1946). Crónica del Halconero de Juan II: hasta ahora inédita. Edición y estudio por Juan de Mata Carriazo. Madrid: Espasa-Calpe, S.A.

- López de Ayala, Pedro (1779). Crónicas de los Reyes de Castilla Don Pedro, Don Enrique II, Don Juan I, Don Enrique III. Madrid: En la imprenta de Don Antonio de Sancha. Se hallará en su Librería en la Aduana Vieja.

- Palencia, Alonso de (1973-1975). Crónica de Enrique IV. Introducción de Antonio Paz y Meliá. Madrid: Atlas.

- Palencia, Alonso de (1909). Guerra de Granada. Traducción de Antonio Paz y Meliá. Madrid: Revista de Archivos.

- Pulgar, Fernando del (1943). Crónica de los Reyes Católicos. Edición y estudio por Juan de Mata Carriazo. Madrid: Espasa-Calpe, S.A.

- Valera, Diego de (1941). Memorial de diversas hazañas_ crónica de Enrique IV. Edición y estudio por Juan de Mata Carriazo. Madrid: Espasa-Calpe, S.A.

- Zurita y Castro, Jerónimo de (1990). Anales de la Corona de Aragón. Edición preparadap or Ángel Canellas López. Zaragoza: Instituto Fernando el Católico.

- Datos: Q16551159